# Alix de Hesse-Darmstadt
Pour les articles homonymes, voir Alexandra Fedorovna.
Titre
Impératrice consort de Russie
26 novembre 1894 – 15 mars 1917
(22 ans, 3 mois et 17 jours)
Signature
Alix de Hesse-Darmstadt (en allemand : Alix von Hessen-Darmstadt) est née le 6 juin 1872 à Darmstadt (Grand-duché de Hesse) et morte assassinée avec sa famille le 17 juillet 1918 à Iekaterinbourg (Russie), est un membre de la famille grand-ducale de Hesse et du Rhin ainsi que la dernière impératrice de Russie en tant qu'épouse du tsar Nicolas II, avec qui elle règne de 1894 à 1917.
Fille du grand-duc Louis IV de Hesse-Darmsdadt, Alix passe une enfance heureuse jusqu'au décès prématurée de sa mère et de sa sœur, et ce alors qu'elle n'a que six ans. À partir de cette date, elle est élevée par sa grand-mère, la reine Victoria, dont elle est la petite-fille préférée, et passe une partie de l'année au Royaume-Uni, qu'elle considère comme sa patrie. Devenue belle jeune femme, elle est courtisée par son cousin Albert Victor mais, à la grande déception de sa famille, refuse sa demande en mariage car elle est très éprise du tsarévitch Nicolas, qui partage ses sentiments. Cependant, les deux jeunes gens doivent attendre la mort de l'ancien tsar et la conversion d'Alix à l'orthodoxie russe sous le nom d'Alexandra Feodorovna (en russe : Александра Фёдоровна) pour se marier.
Devenue impératrice de Russie, Alexandra est confrontée à l'hostilité générale et devient rapidement impopulaire en raison de ses origines allemandes, de sa nature introvertie et de son incapacité à donner un héritier à la couronne. Ainsi, Alexandra a quatre filles avant de donner naissance à un fils, Alexis, mais ce dernier souffre d'hémophilie, une maladie héréditaire transmise par les femmes qui met sa vie en danger et manque de le tuer à plusieurs reprises. Très inquiète pour la vie de son fils unique, Alexandra s'éloigne encore davantage de la vie publique et fait appel aux savoirs de Grigori Raspoutine, un starets ayant une grande influence sur le couple impérial, ce qui endommage sa popularité et celle de la monarchie.
Durant la Première Guerre mondiale, Alexandra et ses filles aînée s'engagent comme infirmières et fondent plusieurs hôpitaux militaires. Malgré tous leurs efforts, la guerre tourne rapidement au fiasco pour la Russie et une révolution au printemps 1917 oblige l'empereur à abdiquer. D'abord emprisonnée à Tsarskoïe Selo puis à Tobolsk, la famille impériale est transférée à Iekaterinbourg, dans la maison Ipatiev, après la révolution d'Octobre. C'est là-bas que Alexandra, son époux, ses enfants et plusieurs serviteurs sont assassinés par les Bolcheviks, dans la nuit du 16 au 17 juillet 1918. D'abord enterrés dans une fosse commune, leurs corps sont finalement inhumés dans la cathédrale Pierre-et-Paul en 1998. Canonisée par l'Église orthodoxe de Russie avec sa famille en 2000, Alexandra Feodorovna y est depuis considérée comme une martyre.

## Biographie

### Naissance et environnement familial

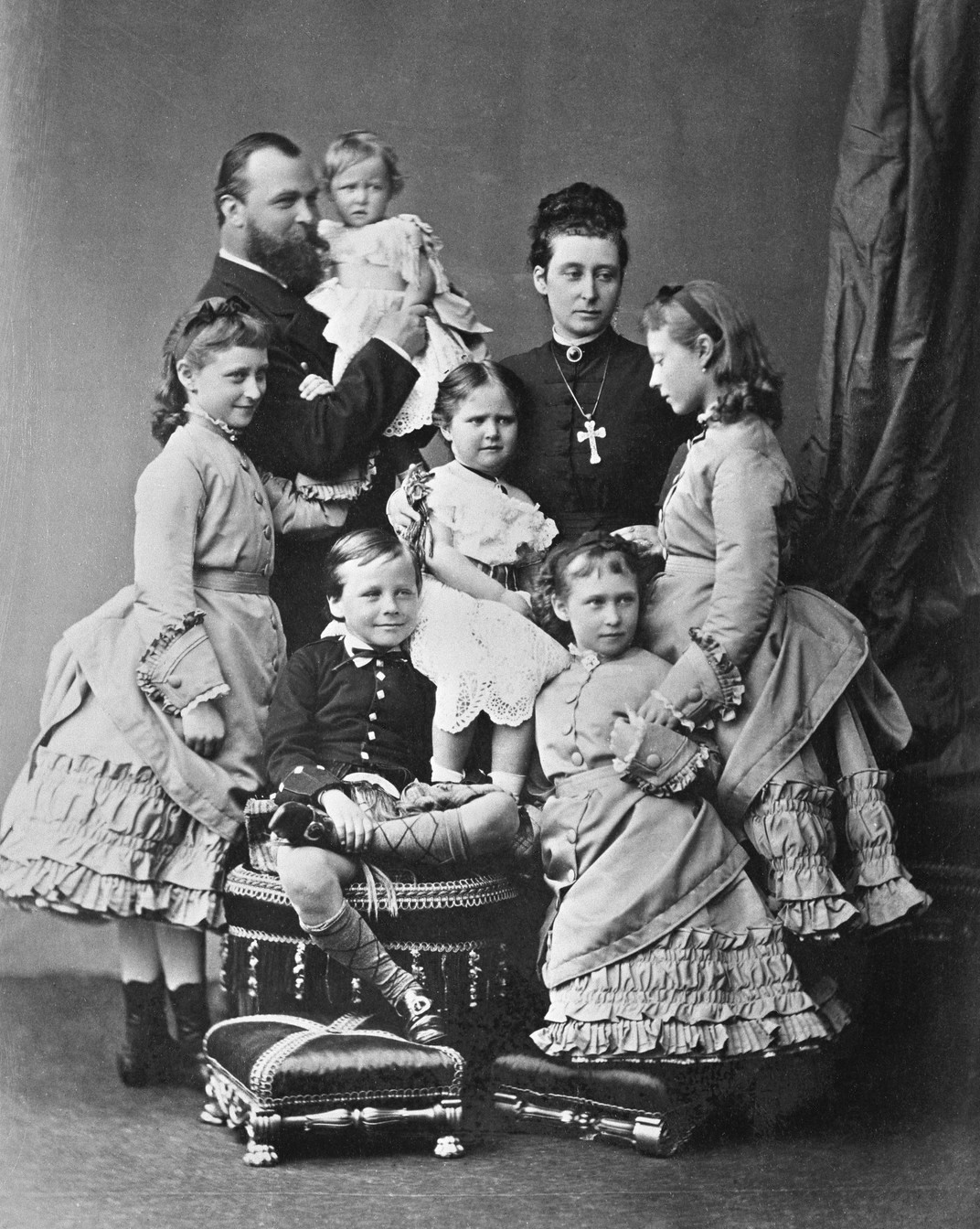
La famille de Hesse en 1876. De gauche à droite : Élisabeth, le futur Louis IV portant Marie dans ses bras, Ernest-Louis (assis sur une chaise), Alix (debout dans les bras de sa mère), Alice, Irène (à genoux) et Victoria.

Alix naît le 6 juin 1872 dans le Nouveau Palais de Darmstadt, dans le grand-duché de Hesse. Elle est le sixième enfant du futur Louis IV et de la princesse Alice du Royaume-Uni,. Son père est l'héritier d'une famille les nobles et anciennes d'Allemagne, tandis que sa mère est la deuxième fille de la reine Victoria et du prince consort Albert, qui a organisé le mariage,,.
Baptisée le 1er juillet (jour de l'anniversaire de mariage de ses parents) au sein de l'Église luthérienne, elle reçoit les prénoms « Alix Viktoria Helene Luise Beatrix » en l'honneur de sa mère et des quatre sœurs de sa mère,. Dans une lettre à la reine Victoria, la princesse Alice explique ce choix de prénom : « Nous avons donné Alix à la place d'Alice, car ils assassinent mon nom ici : ils le prononcent Ali-ice, alors nous avons pensé qu'Alix ne pouvait pas être si facilement gâtée ». La petite princesse a pour parrains son oncle le prince de Galles (futur Édouard VII) et son futur beau-père le tsarévitch (futur Alexandre III)), tandis que ses marraines sont sa tante la princesse de Galles Alexandra de Danemark, sa future belle-mère la tsarevna Maria Feodorovna, son autre tante la princesse Béatrice du Royaume-Uni, ainsi que deux membres de la maison de Hesse : la duchesse de Cambridge Augusta de Hesse-Cassel et la landgrave de Hesse-Cassel Rumpenheim, Anne de Prusse,.

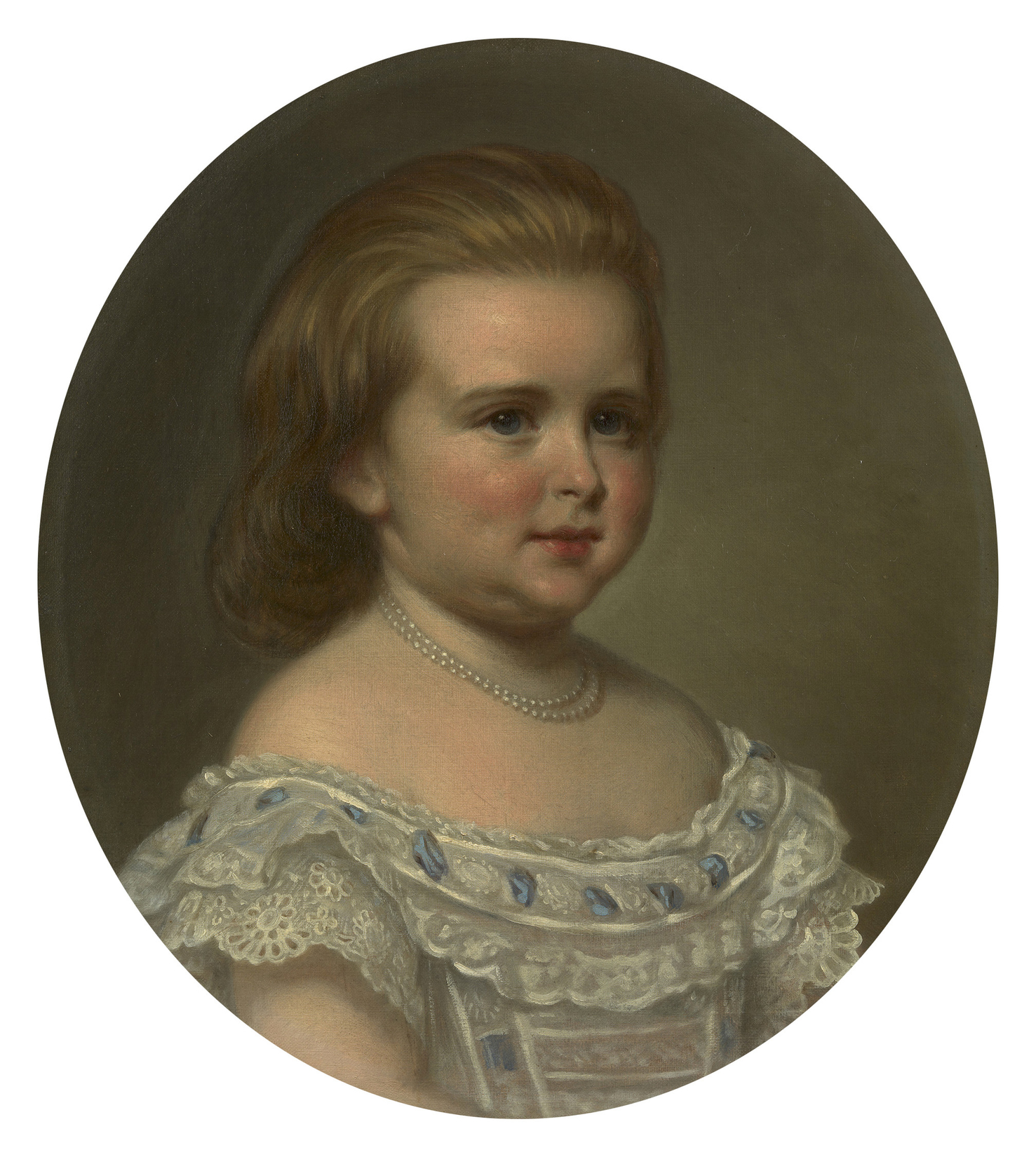
La princesse en 1874. Peinture de George Koberwein.

Dès son plus jeune âge, Alix est connue pour sa beauté, sa constante gaieté et son éternel sourire,. Dans une lettre à la reine Victoria datant du 14 août 1872, la princesse Alice décrit sa fille nouveau-née comme une future charmeuse : « Bébé ressemble à Ella (la princesse Élisabeth), mais avec des traits plus petits, des yeux encore plus foncés avec des cils très noirs et des cheveux bruns roux. C'est une petite personne douce et joyeuse, toujours en train de rire et avec une fossette sur une joue, tout comme Ernie (le grand-duc Ernest-Louis) ». Elle est surnommée « Sunny », tandis que sa famille britannique l'appelle « Alicky » pour la distinguer de sa tante, la princesse Alexandra, surnommée « Alix »,. En mai 1873, la famille de Hesse connaît sa première tragédie lorsque le prince Frédéric, dit « Frittie », qui est hémophile, meurt à la suite d'une chute. Alix est particulièrement proche de sa sœur cadette, Marie, surnommée « May », et elles sont décrites comme inséparables. Les enfants hessois connaissent une enfance plutôt simple et heureuse. Les habitudes de la famille sont fortement influencés par les coutumes anglaises ; et Alix est confiée aux bons soins d'une nurse, Mrs Mary Anne Orchard, affectueusement surnommée « Orchie ».

### Un drame familial
En 1877, le prince Louis devient grand-duc de Hesse sous le nom de Louis IV, à la suite de la mort de son grand-oncle. Si cet évènement ne change en rien la vie des enfants, il stresse grandement la princesse Alice, qui trouve ses nouvelles responsabilités épuisantes. Noël lui offre un moment de répit, et elle emmène ses enfants visiter des hôpitaux et des institutions charitables avec elle, ce qui plaît beaucoup à la petite « Sunny », qui aime apporter des fleurs au nom de sa mère.

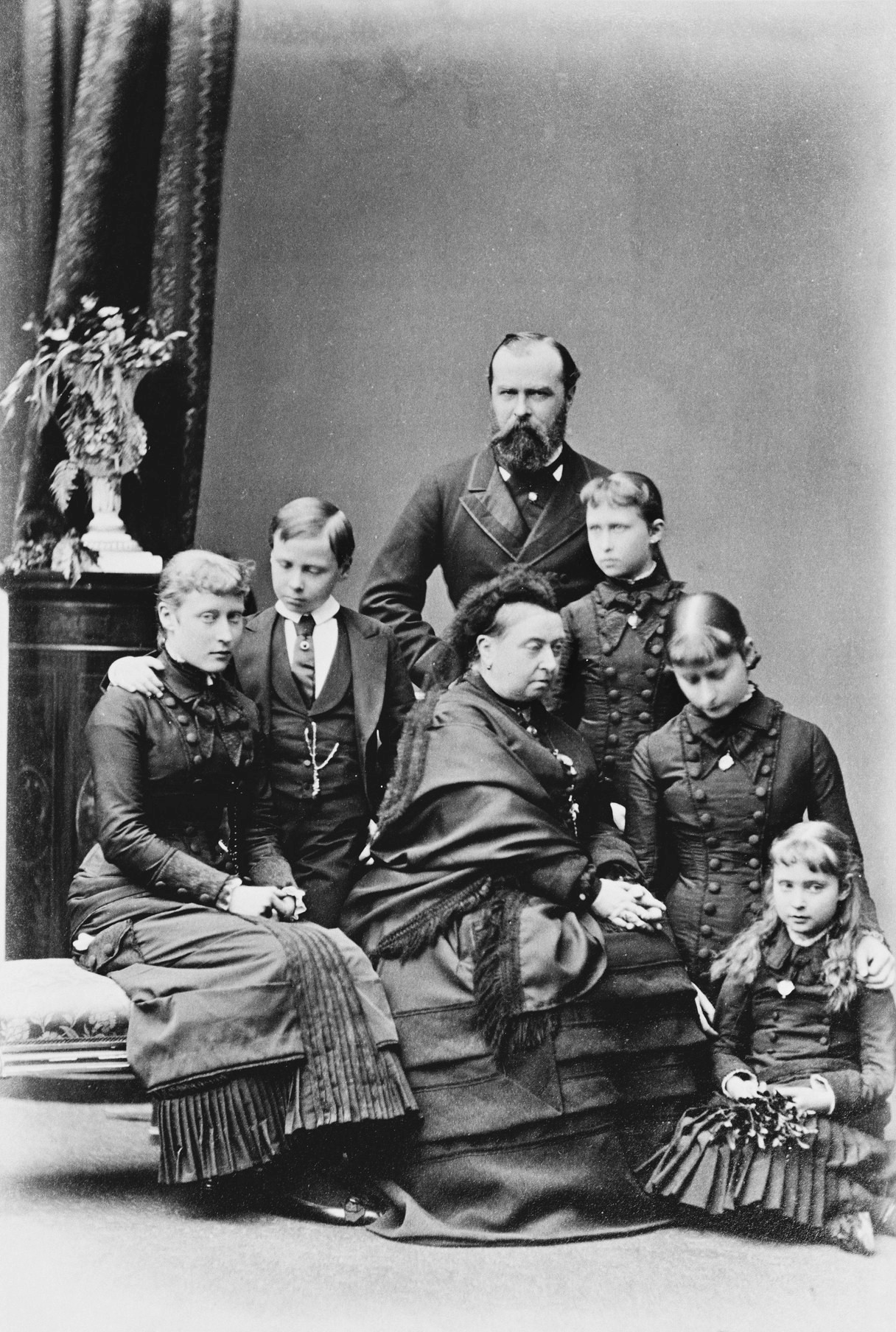
La famille de Hesse en deuil au Royaume-Uni en janvier 1879. De gauche à droite : Victoria, Ernest-Louis, la reine Victoria, le grand-duc Louis IV (derrière le groupe), Irène, Elisabeth et Alix.

En novembre 1878, la famille de Hesse est victime d'une épidémie de diphtérie. La première à tomber malade est Victoria, et la maladie ne tarde pas à se propager au reste de la famille. Seule Elisabeth « Ella », envoyée en voyage chez sa grand-mère maternelle, et Alice ne montrent pas de symptômes. Pendant plusieurs semaines, les médecins et la grande-duchesse ducale soignent les malades avec dévouement. Le 12 novembre, la princesse Alice télégraphie à la reine Victoria : « C'est affreux. Ma chère et précieuse Alix est si malade. Le médecin a tout de suite vu que c'était un cas grave. ». Cependant, c'est l'état de Marie « May » qui reste le plus préoccupant. Le 15 novembre, la benjamine de la fratrie meurt étouffée dans les bras de sa mère. Alors que la famille commence doucement à se remettre de la maladie, la grande-duchesse Alice, qui avait à son tour été contaminée, s'éteint le 14 décembre 1878, jour de l'anniversaire de la mort de son propre père, sans avoir repris conscience.
Pour la jeune Alix, ces deuils sont des chocs terribles qui la traumatisent profondément. Elle pert toute sa joie de vivre et devient sérieuse, timide et réservée,. Selon la baronne Sophie Buxhoeveden, la tsarine décrira plus tard son enfance avant cette tragédie comme « sans nuages, une enfance heureuse perpétuellement ensoleillée, puis un grand nuage sombre »,. Peu de temps après le décès de la princesse Alice, la reine Victoria invite ses petits enfants hessois à venir la rejoindre à Osborne House. À partir de cette date, Alix et sa fratrie passent une partie de l'année au Royaume-Uni, où la reine agit comme une mère de substitution. Elle est particulièrement protectrice envers Alix, qui est sa petite-fille préférée. En retour, « Alicky » voit la vieille souveraine comme « la plus aimable et gentille des femmes » et signe ses lettres « votre aimante et reconnaissante enfant », au lieu de « petit-enfant ».

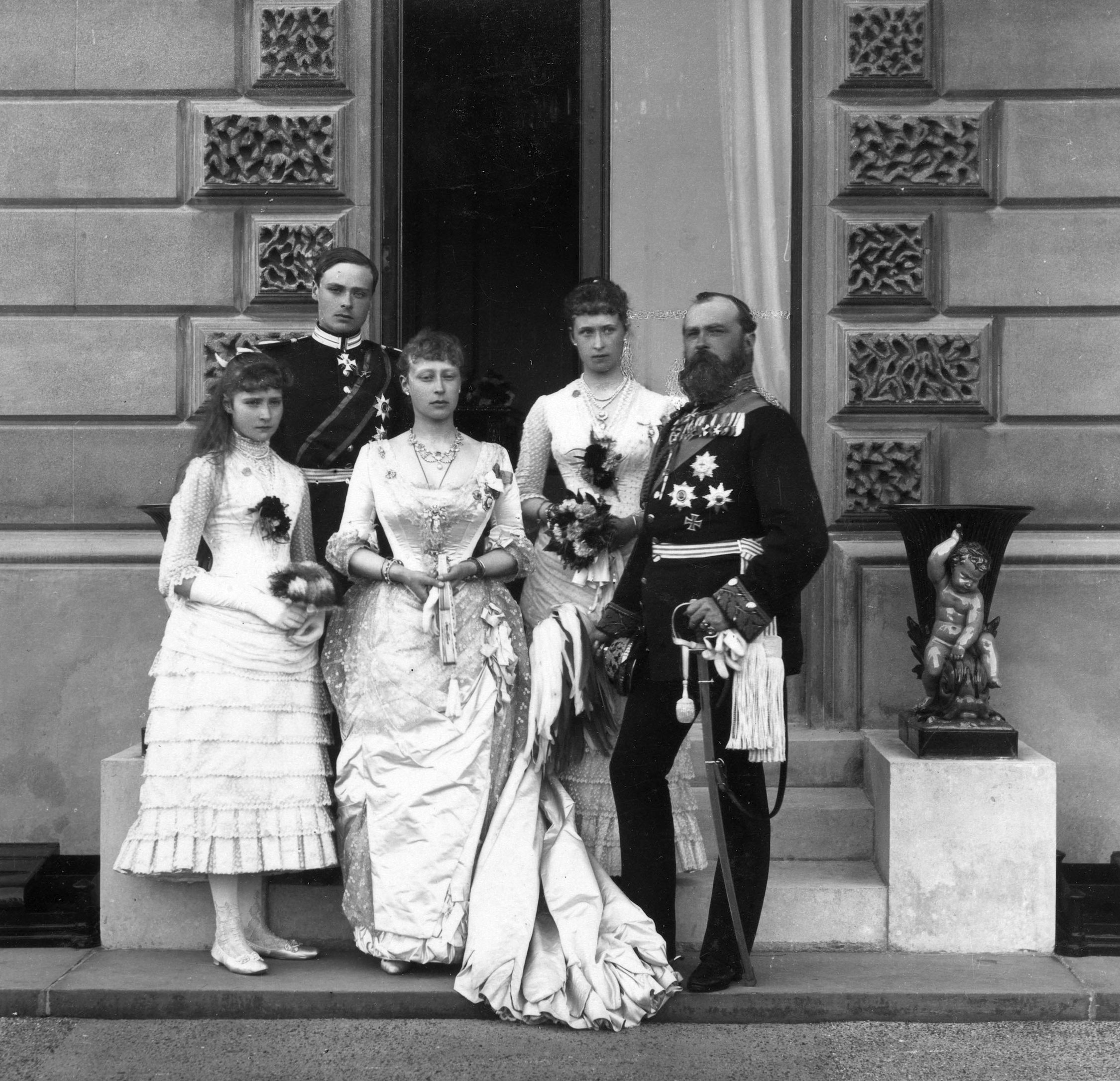
De gauche à droite : Alix, Ernest-Louis, Victoria, Irène et Louis IV sur l'Ile de Wight à l'occasion du mariage de la princesse Béatrice du Royaume-Uni avec le prince Henri de Battenberg, le 23 juillet 1885.

Fréquemment en contact avec sa parentèle britannique, Alix participe aux grands événements qui ponctuent la vie de la famille royale. Avec sa sœur Irène, elle est demoiselle d'honneur au mariage en 1885 de sa tante la princesse Béatrice avec le prince Henri de Battenberg. En 1887, elle assiste aux célébrations du Jubilé d'or de la reine Victoria. En parallèle, Alix poursuit ses études avec assiduité. Après avoir appris à lire avec la fidèle « Orchie », elle est instruite par Frau Textor et Miss Jackson. Elle parle couramment l'anglais, l'allemand et a un accent correct en français, même si elle parle difficilement cette langue.

### Perspectives de mariage
Le 13 mars 1892, Alix perd son père et son frère devient le nouveau grand-duc de Hesse. Selon la baronne Sophie Buxhoeveden, Alix considère la mort de son père comme le plus grand chagrin de sa vie et se rappelle que, bien des années plus tard, tout ce qui pouvait lui rappeler ce terrible événement la faisait fondre en larmes. Comme le grand-duc Ernest-Louis est encore célibataire, Alix assure le rôle de Première dame et se rapproche encore davantage de son frère, qui l'aide à développer son intérêt pour les arts,.

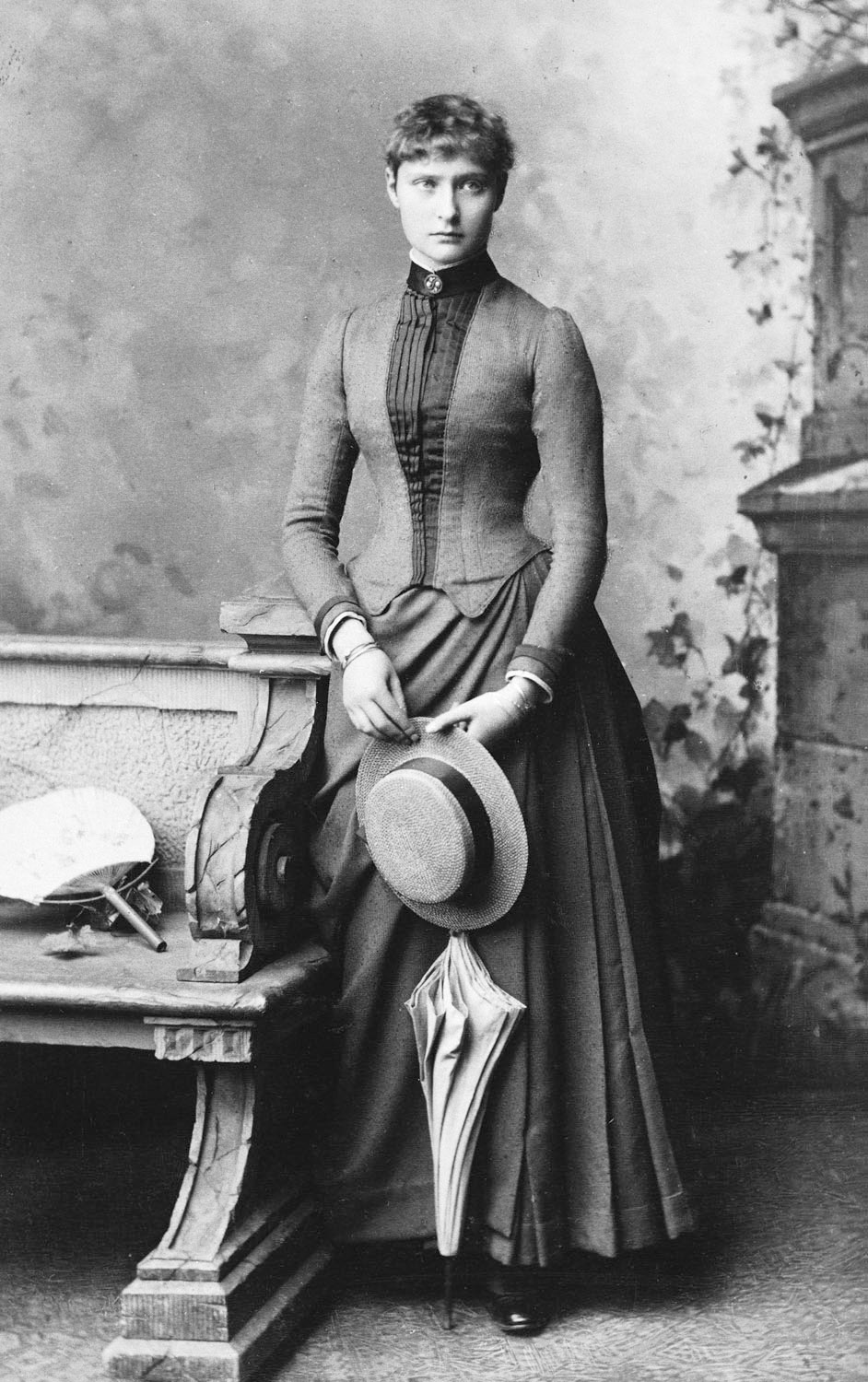
La princesse Alix en juin 1887.

En parallèle, la reine Victoria nourrit des projets de mariage pour ses deux petits-enfants hessois encore célibataires. Alors que Ernest-Louis « Ernie » est marié à la princesse Victoria-Mélita de Saxe-Cobourg-Gotha, dite  « Ducky », en avril 1894, la reine favorise grandement Alix et souhaite faire d'elle la prochaine reine consort du Royaume-Uni, ce qu'elle considère comme « la plus haute position qui existe ». Le 2 mars 1888, elle écrit à Victoria, la sœur aînée d'Alix : « Mon cœur et mon esprit sont déterminés à assurer pour ma chère Alicky Eddie ou Georgie ». Elle fait pression sur Alix pour accepter une demande en mariage de son cousin et héritier en second du trône, Albert Victor, duc de Clarence, dit « Eddie ». En 1889, Victoria invite Alix et le prince à Balmoral dans l'espoir qu'ils tombent amoureux. Albert Victor est sous le charme et la demande en mariage, mais Alix n'est pas intéressée et refuse. Cependant, la reine persiste et essaie de convaincre Alix des avantages d'une telle union. En mai 1890, Alix écrit au prince que bien que cela la « peine de le peiner », elle ne le voit que comme un cousin et ne peut l'épouser. Elle écrit à Victoria qu'elle épouserait son cousin si elle y était forcée par la famille, mais qu'ils seraient tous les deux malheureux. La souveraine est déçue, mais elle estime qu'Alix a montré « une grande force de caractère » en refusant de plier face à une pression aussi forte.
En 1891, la reine Victoria essaie d'arranger une union entre Alix et Max de Bade. Elle demande à Louis IV de Hesse d'inviter Max à Darmstadt dès que possible. Quand il arrive à Darmstadt, Max annonce à Alix qu'il compte la demander en mariage. Alix est surprise et contrariée, et écrit : « Je ne le connais pas du tout ». Elle demande à sa sœur Victoria d'intervenir pour l'aider à rejeter Max poliment.

### Des fiançailles controversées

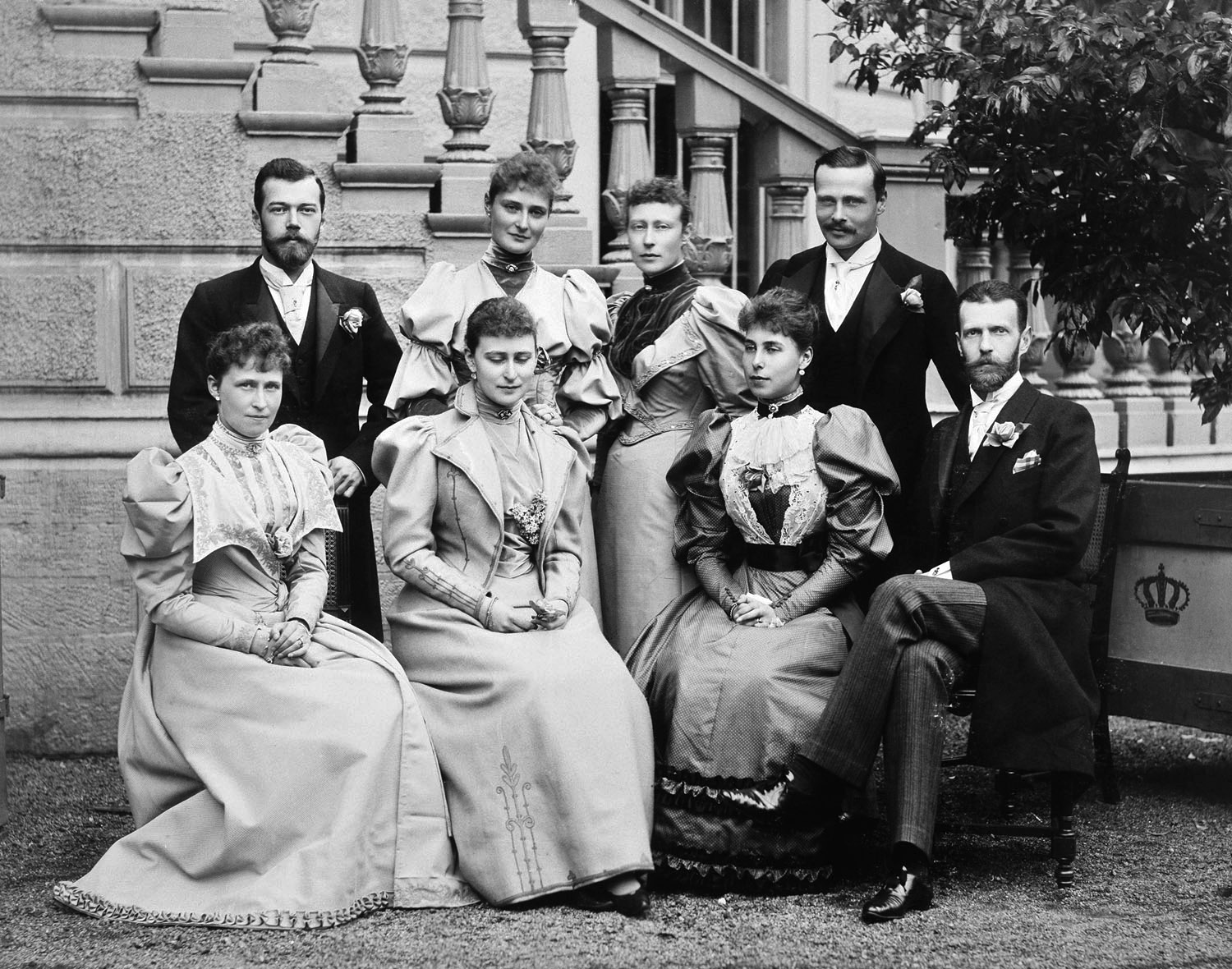
Photo de famille à l'occasion du mariage du grand duc Ernest-Louis avec la princesse Victoria-Mélita. Rangée du haut, de gauche à droite : le tsarévitch Nicolas, la princesse Alix, la princesse Victoria et le grand-duc Ernest-Louis. Rangée du bas : la princesse Irène, la grande-duchesse Elisabeth Feodorovna, la princesse Victoria-Mélita et le grand-duc Serge Alexandrovitch.

C'est à l'âge de 12 ans, au cours de l'année 1884, à l'occasion du mariage de sa sœur Élisabeth avec le grand-duc Serge Alexandrovitch de Russie, frère cadet du tsar Alexandre III, qu'elle rencontre pour la première fois celui qui n'est alors que l'héritier au trône de Russie et le nouveau neveu de sa sœur, le grand-duc Nicolas Alexandrovitch, alors âgé de 16 ans. Un sentiment très fort naît entre les deux jeunes gens : ce sentiment perdurera tout au long de leur vie. Dans son journal, Nicolas appelle la jeune fille « douce petite Alix » et déclare « nous nous aimons ». Il lui offre une broche en signe de son affection, et ils gravent leurs noms sur une vitre.
En janvier 1890, Alix rend visite à sa sœur en Russie. Les deux jeunes gens se retrouvent pour le thé, patinent et jouent au badminton. Nicolas écrit dans son journal : « C'est mon rêve d'un jour épouser Alix H. Je l'aime depuis longtemps, mais encore plus depuis 1889 quand elle a passé six semaines à Saint-Pétersbourg. Pendant longtemps, j'ai résisté au sentiment que mon rêve le plus cher pouvait se réaliser ».
Élisabeth et Serge sont très enthousiastes à l'idée d'une union entre Nicolas et Alix. Le futur Édouard VII écrit à sa mère : « Ella bougerait ciel et terre pour marier Alix à un grand-duc ». Élisabeth écrit à son frère : « Si Dieu le veut, ce mariage se fera »
Quant à la reine Victoria, elle s'oppose à ce projet de mariage. Elle apprécie Nicolas, mais n'aime ni la Russie ni le tsar et craint qu'Alix ne soit pas en sécurité en Russie. Elle écrit à la sœur aînée d'Alix, Victoria, soupçonnant Serge et Élisabeth d'encourager l'union. Après la proclamation des fiançailles, elle écrit : « Plus je pense au mariage de la douce Alicky, plus je suis malheureuse. Non pas que je n'apprécie pas Nicolas, mais à cause de ce pays et de l'affreuse insécurité à laquelle cette pauvre enfant sera exposée ».
Le couple impérial russe ne veut pas d'une princesse allemande comme belle-fille. Dagmar de Danemark explique à sa sœur Alexandra que la plus jeune fille d'un banal grand-duc n'était pas digne de l'héritier de l'Empire russe, et elle considère Alix comme trop peu diplomate et aimable pour être une bonne impératrice. Alexandre III préfère la princesse française Hélène d'Orléans, fille de Philippe, comte de Paris, et dont la sœur Amélie a épousé le roi Charles Ier de Portugal. Nicolas n'est pas attiré par Hélène et écrit dans son journal : « Mama a fait quelques allusions à Hélène, fille du comte de Paris. Je veux moi-même aller dans une direction et il est évident que Mama veut que j'en choisisse une autre ». Hélène aussi refuse cette union, car elle est catholique et son père refuse de l'autoriser à se convertir à l'orthodoxie. Alexandre III envoie aussi des émissaires à Marguerite de Prusse, sœur de Guillaume II d'Allemagne et petite-fille de la reine Victoria. Nicolas déclare qu'il préfère devenir moine qu'épouser Marguerite, qui elle-même refuse de se convertir à l'orthodoxie.
Cependant, quand la santé du tsar se dégrade en 1894, les souverains finissent par céder aux sentiments de leur fils pour assurer la succession. Nicolas est fou de joie et demande immédiatement Alix en mariage.
Malgré son amour pour Nicolas, Alix refuse d'abord de l'épouser car elle ne veut pas renoncer à sa foi luthérienne pour se convertir à l'orthodoxie. Elle écrit à Nicolas : « Je ne peux aller contre ma conscience » car « Quel bonheur peut venir d'un mariage qui n'a pas reçu la réelle bénédiction de Dieu ? ». Nicolas est dévasté, mais garde espoir car Élisabeth l'assure qu'Alix est « tout à fait malheureuse » et éprouve « un profond et pur amour » pour lui. Nicolas la supplie de « ne pas dire non directement » et lui déclare : « Penses-tu qu'il existe dans le monde un bonheur possible sans toi ! ».
En avril 1894, Ernest-Louis épouse Victoria-Mélita de Saxe-Cobourg-Gotha, fille d'Alfred Ier de Saxe-Cobourg-Gotha et de Maria Alexandrovna de Russie. La mariée étant la nièce d'Alexandre III, plusieurs membres de la famille impériale assistent à la cérémonie, dont les grands-ducs Vladimir, Serge et Paul, les grandes-duchesses Élisabeth et Marie, et le tsarévitch Nicolas. Nicolas est déterminé à convaincre Alix de l'épouser. Le jour suivant son arrivée à Cobourg, Nicolas demande la jeune fille en mariage et tente de la convaincre de se convertir à l'orthodoxie pendant plus de deux heures. Elle pleure énormément mais refuse. Élisabeth arrive alors à persuader sa sœur qu'elle n'a pas besoin de renoncer au luthéranisme pour se convertir à l'orthodoxie, elle-même n'ayant pas été obligée d'abjurer lors de sa conversion. Le jour suivant, Alix parle avec Guillaume II, qui espère qu'une tsarine allemande améliorerait ses relations avec la Russie, puis avec la grande-duchesse Marie de Mecklembourg-Schwerin, qui s'était elle-même convertie pour épouser le grand-duc Vladimir. Elle accepte alors la seconde demande de Nicolas.

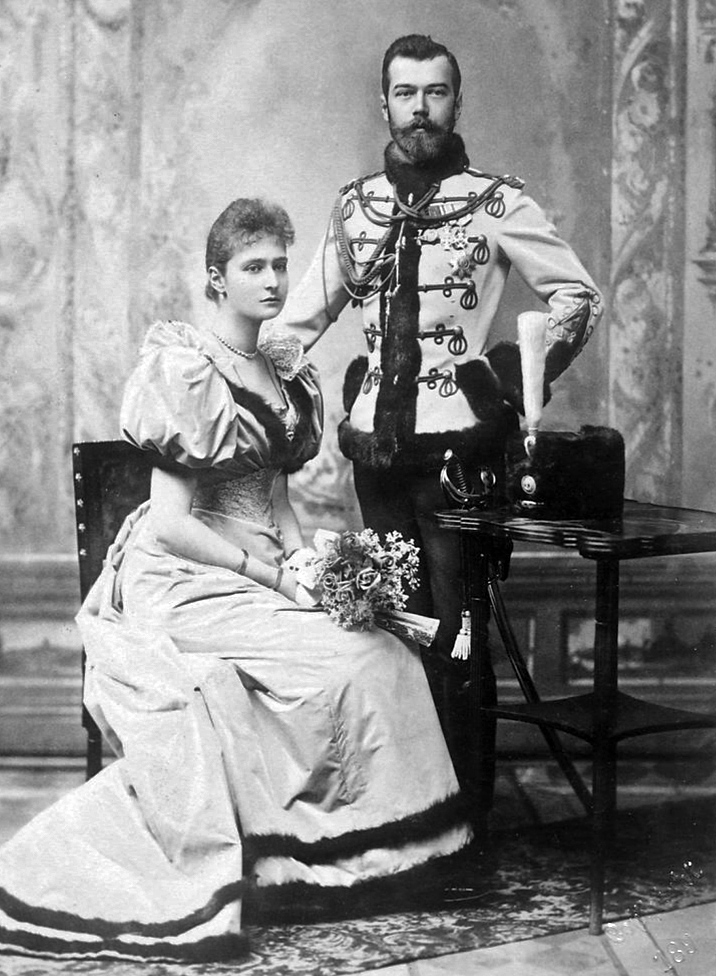
Portrait officiel à l'occasion des fiançailles de Nicolas II et d'Alix de Hesse-Darmstadt en 1894.

Après les fiançailles, Alix retourne en Angleterre auprès de sa grand-mère. En juin, Nicolas lui rend visite à l'occasion du baptême du fils aîné de George, duc d'York. Alix et Nicolas sont marraine et parrain de l'enfant, qui règnera brièvement sous le nom d'Édouard VIII. Alix écrit alors à sa gouvernante : « Je suis tellement heureuse qu'aucun mot ne peut le décrire. Enfin, après cinq longues et tristes années ! ». Nicolas, quant à lui, écrit : « mon âme déborde de joie et de vie ».
En septembre, Alexandre III étant de plus en plus malade, Nicolas obtient la permission d'inviter Alix au palais de Livadia, en Crimée. Escortée par Élisabeth de Varsovie jusqu'en Crimée, elle voyage dans un train ordinaire. Le tsar mourant la reçoit en uniforme et lui donne sa bénédiction.

### Mariage

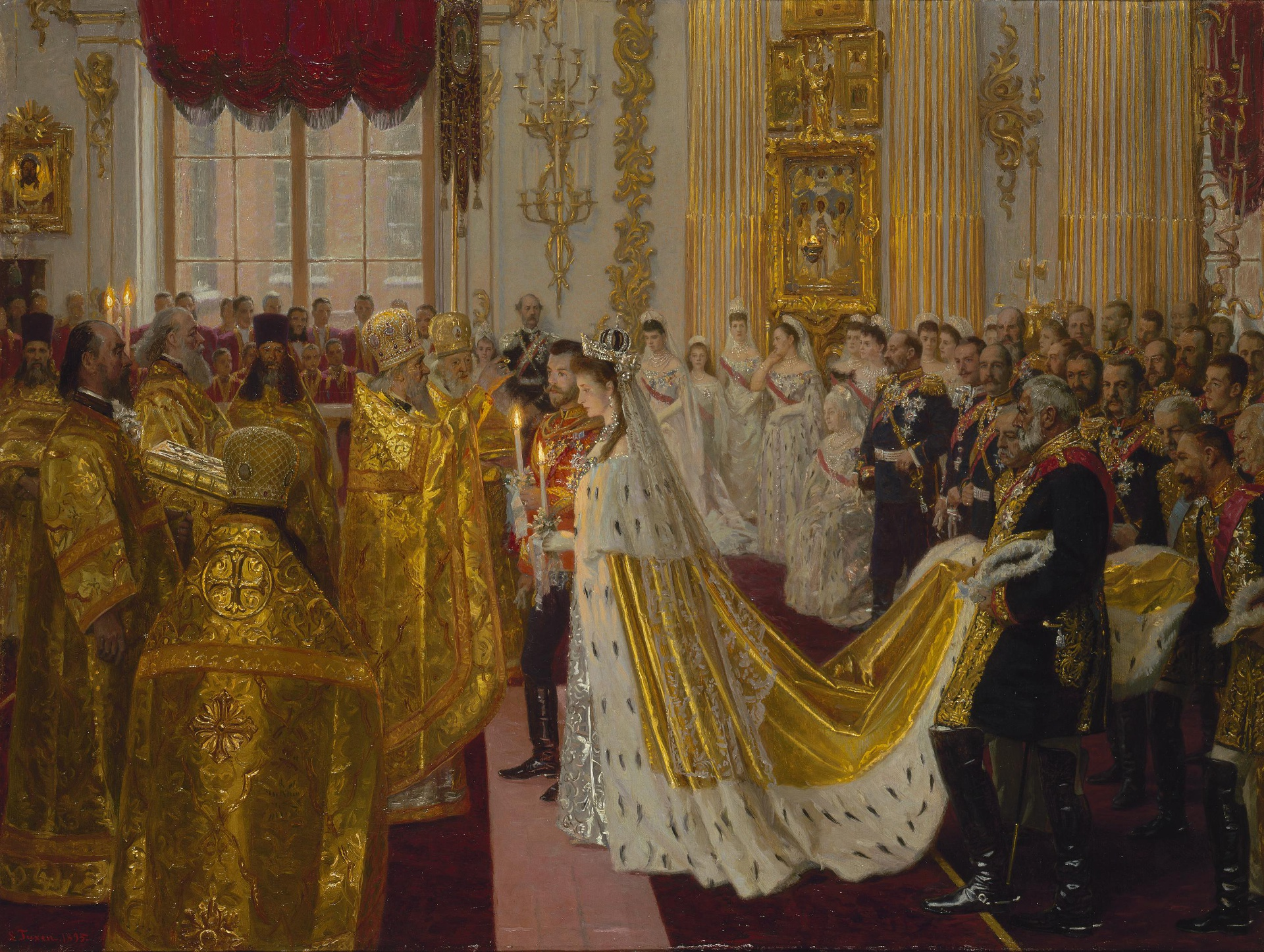
Le mariage de Nicolas et Alexandra par Laurits Tuxen.

Le 1er novembre 1894, Alexandre III meurt à l'âge de quarante-neuf ans et Nicolas devient le nouveau tsar. Le jour suivant, Alix est reçue dans l'Église orthodoxe comme la « très croyante grande-duchesse Alexandra Feodorovna ». Cependant, elle n'est pas forcée d'abjurer le luthéranisme. Alix veut prendre le nom de Catherine, mais Nicolas insiste pour qu'elle prenne le nom d'Alexandra pour rappeler le souvenir de ses arrière-grands-parents Nicolas Ier et Alexandra Feodorovna.
Alexandra, le prince et la princesse de Galles et les cousins grecs de la famille impériale accompagnent la dépouille du tsar d'abord à Moscou puis à Saint-Pétersbourg. Les funérailles ont lieu le 19 novembre.
Le 26 novembre 1894, Alexandra et Nicolas sont mariés en la Grande église du Palais d'Hiver. Le deuil est ce jour-là assoupli car c'est l'anniversaire de l'impératrice douairière. Pour le peuple russe, cette princesse est marquée par le malheur puisqu'elle est arrivée « derrière un cercueil ! ». Alexandra elle-même écrit à l'une de ses sœurs : « Notre mariage m'a semblé être la simple continuation des funérailles du défunt tsar, avec une seule différence ; je portais une robe blanche au lieu d'une robe noire. ».

### Couronnement

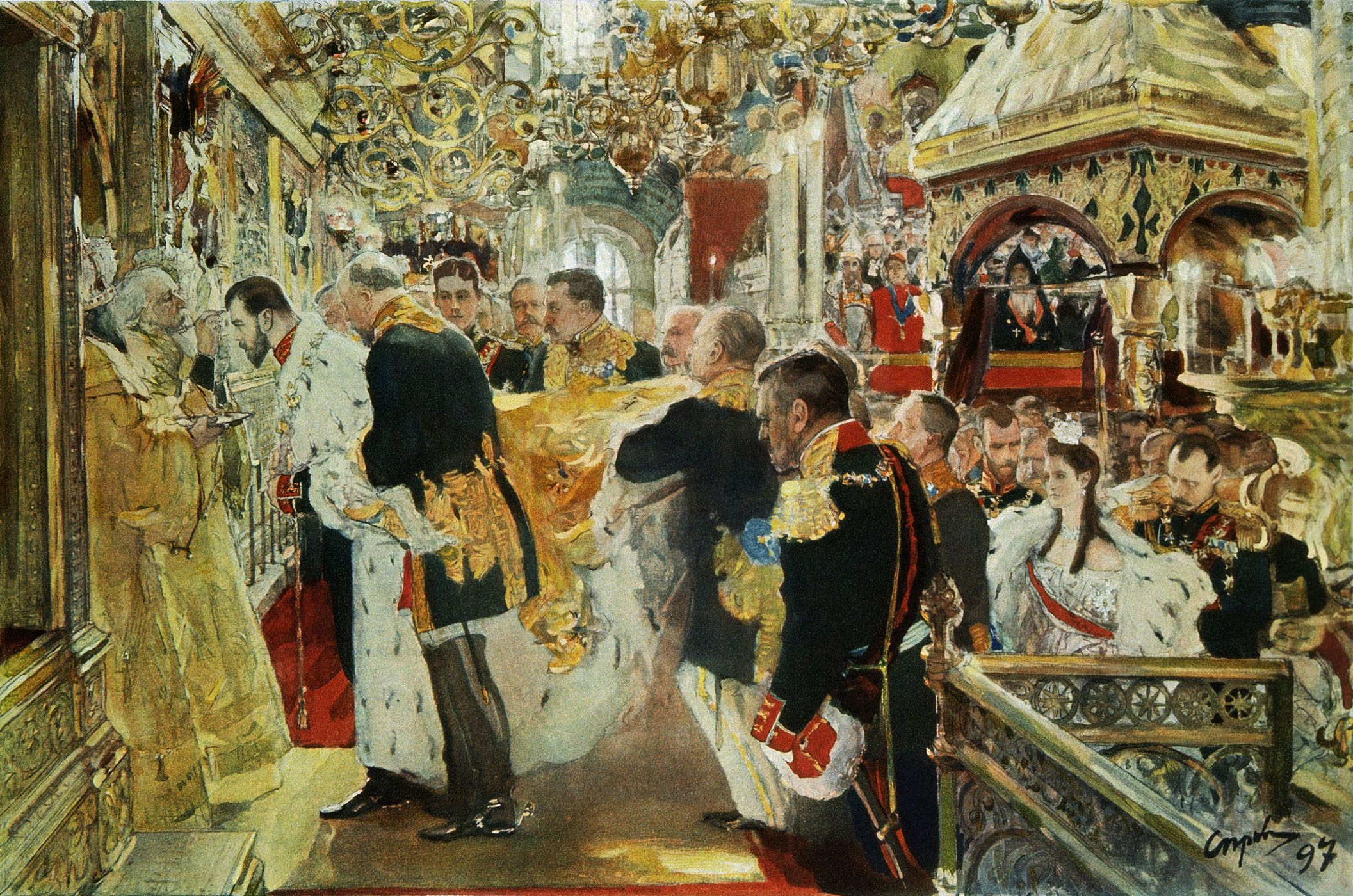
Le couronnement de Nicolas et Alexandra par Valentin Serov.

Nicolas et Alexandra sont couronnés empereur et impératrice de Russie le 14 mai 1896 en la cathédrale de la Dormition de Moscou au Kremlin.
Près de 500 000 Russes se rassemblent dans la capitale pour assister aux divertissements et profiter de la nourriture et des cadeaux faits en l'honneur du nouveau tsar. Des rumeurs rapportent qu'il n'y a pas assez de nourriture pour tout le monde, et la foule se rue sur les tables. La police ne parvient pas à maintenir l'ordre, et 1 389 personnes périssent dans une bousculade.
Nicolas et Alexandra sont horrifiés par cette tragédie et décident de ne pas assister au bal donné en leur honneur par l'ambassadeur de France, le marquis de Montebello. Les oncles de Nicolas pressent le couple d'y assister pour ne pas offenser les Français et ne pas donner du crédit à ceux qui pensent qu'Alix, Allemande, est anti-française. Serge Witte commente : « Nous nous attendions à ce que la fête soit annulée. Elle a pourtant eu lieu comme si de rien n'était et le bal fut ouvert par Leurs Majestés dansant un quadrille ». L'ambassadeur britannique informe la reine Victoria que « l'impératrice est apparue en grande détresse, les yeux rougis par les larmes ».
Le lendemain, le couple visite les blessés et paie pour les cercueils des morts. Cependant, de nombreux Russes voient le désastre de Khodynka comme un signe de mauvais augure pour le futur règne de Nicolas. D'autres interprètent les circonstances de la tragédie et le comportement de la cour impériale comme le symbole de l'insensibilité et de la superficialité de l'empereur et de sa « femme allemande ».

### Règne

#### Impopularité

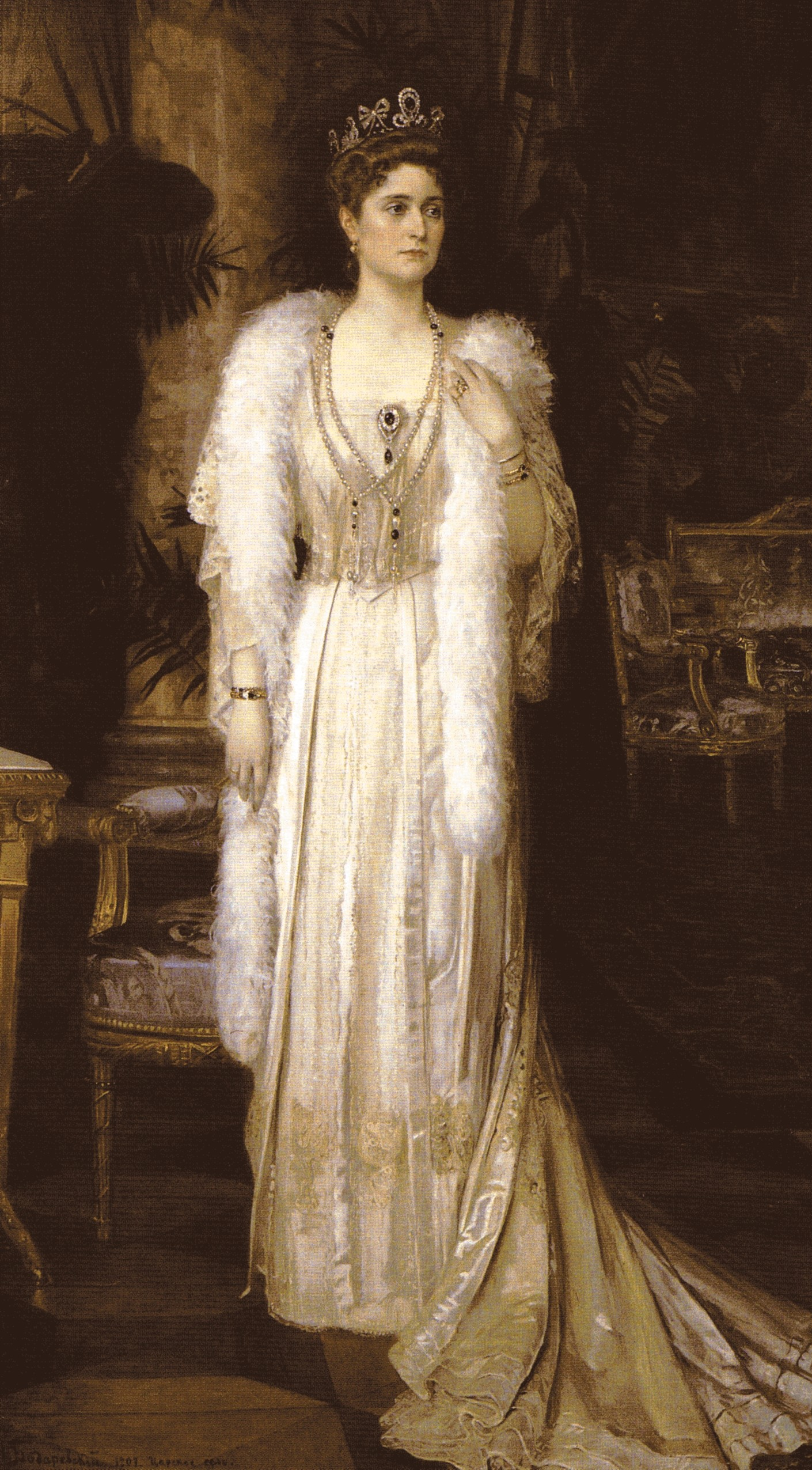
Portrait de l'impératrice en 1907.

Les premières années de règne du jeune couple sont marquées par le conservatisme. Nicolas et Alexandra, bien que de bonne volonté, refusent d'envisager les changements nécessaires à l'avenir de la Russie. Le couple devient rapidement impopulaire, en particulier Alexandra, qui, par sa personnalité névrosée et sa trop grande timidité, se rend antipathique auprès de la cour et du peuple, car elle est considérée comme froide et arrogante, et peine à se faire des amis. Même son frère, dont elle est proche, admet qu'elle est « trop honnête » et que « les gens pensaient souvent qu'elle était malheureuse ou ennuyée, ou simplement capricieuse ». Elle parle couramment anglais et allemand, mais maîtrise mal le français, langue officielle de la cour, et n'apprend le russe qu'après être devenue impératrice. Elle finit par réussir à s'exprimer en russe, mais de façon hésitante et avec un fort accent.
L'historienne Barbara W. Tuchman, dans The Guns of August (1962), décrit Alexandra ainsi :

« Bien que l'on ne puisse dire que le tsar gouvernait effectivement la Russie, il régnait en autocrate et était lui-même gouverné par sa femme, volontaire mais peu intelligente. Belle, hystérique et terriblement suspicieuse, elle détestait tout le monde à part sa famille et une série de charlatans fanatiques et lunatiques qui offraient du réconfort à son âme désespérée. »

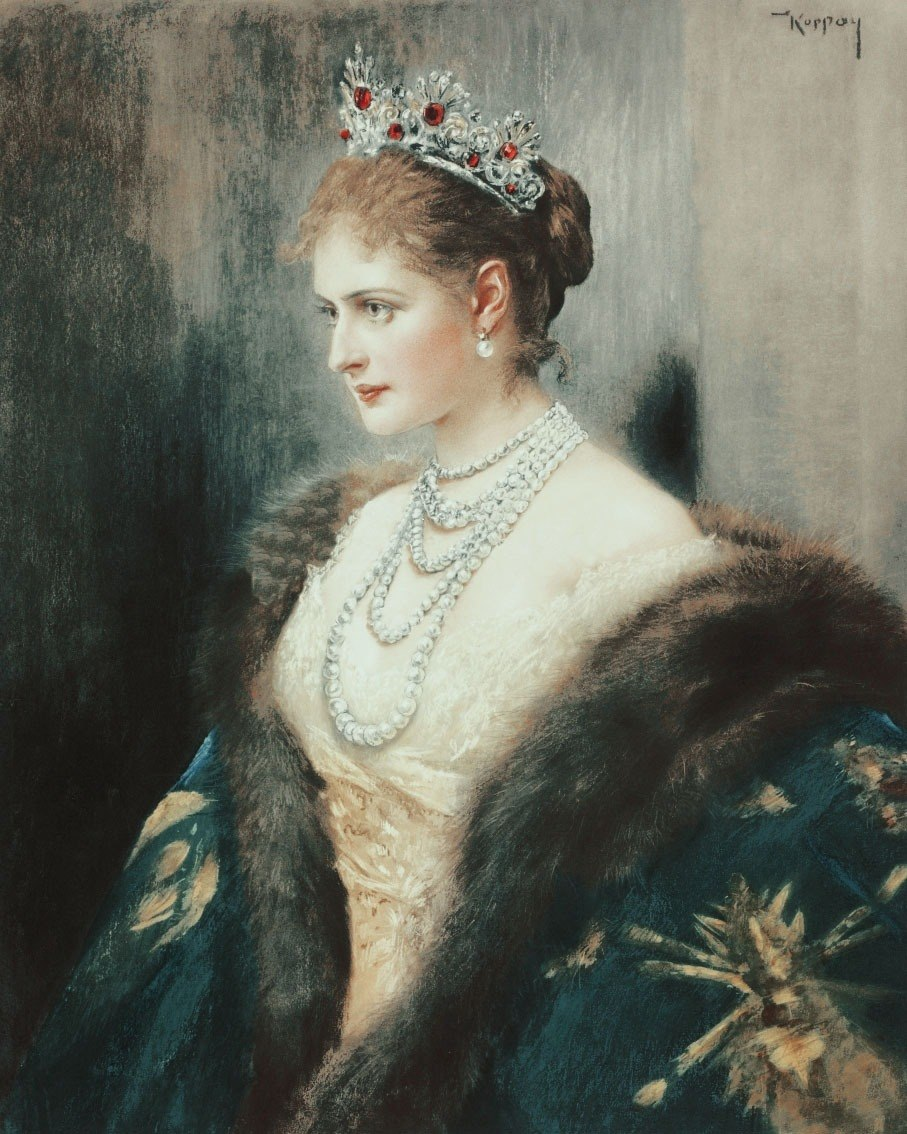
La tsarine Alexandra, huile sur toile de Josef Arpád Koppay (v. 1900, palais Alexandre).

Alexandra n'arrive pas à saisir l'importance de son rôle à la cour. Traditionnellement, l'impératrice donne le ton de la vie sociale et donne de nombreux bals. Cependant, Alexandra est choquée par les liaisons et les ragots qui caractérisent la haute société. Elle affirme que « la tête des jeunes femmes de Saint-Pétersbourg n'est remplie que de pensées à propos des jeunes officiers » et elle retire de ses listes d'invitations le nom des aristocrates qu'elle trouve scandaleux jusqu'à ce qu'il n'en reste plus. La haute société de Saint-Pétersbourg la rejette et la considère comme une prude. Par exemple, à l'un de ses premiers bals, Alexandra envoie l'une de ses dames d'honneur réprimander une jeune femme pour son profond décolleté : « Sa Majesté m'a chargé de vous dire qu'en Hesse-Darmstadt nous ne portons pas nos robes ainsi », et la jeune femme lui répondit : « Je vous prie de dire à Sa Majesté que c'est ainsi que nous les portons en Russie ». En 1896, elle lance le projet « Aide par le travail manuel », où des aristocrates apprennent la couture à des paysannes pauvres pour qu'elles puissent gagner de l'argent pour leurs familles. Les aristocrates qui rejoignent le projet s'attendent à être récompensées par des positions à la cour et se plaignent quand elles réalisent que l'impératrice attend d'elles une charité désintéressée.
Alexandra et sa belle-mère ont une relation compliquée. Contrairement aux autres cours européennes, en Russie, l'impératrice douairière a la prééminence sur l'impératrice consort. Lors des bals de la cour, Dagmar fait donc son entrée au bras de son fils et Alexandra les suit accompagnée d'un des grands-ducs. Dagmar est tellement habituée à cette coutume qu'elle ne comprend pas pourquoi Alix en ressent de la rancœur. Quant aux joyaux de la couronne, la tradition veut qu'ils soient la propriété de l'impératrice consort, mais Dagmar refuse d'abord de les remettre à Alexandra. Celle-ci menace alors de paraître à la cour sans bijoux et l'impératrice douairière est obligée de les lui céder.
Alexandra n'est pas plus populaire au sein du reste la famille impériale. Elle déteste la représentation et aime être seule avec Nicolas. Les membres de la famille impériale s'agacent ainsi de la voir les éloigner du tsar et de ses intimes. Elle n'aime pas l'oncle de Nicolas, le grand-duc Vladimir Alexandrovitch, et considère ses fils Cyrille, Boris et Andreï comme des êtres immoraux. En 1913, elle refuse la demande en mariage de Boris pour sa fille, la grande-duchesse Olga. Durant la guerre, l'épouse de Vladimir, Marie de Mecklembourg-Schwerin, la critique ouvertement.

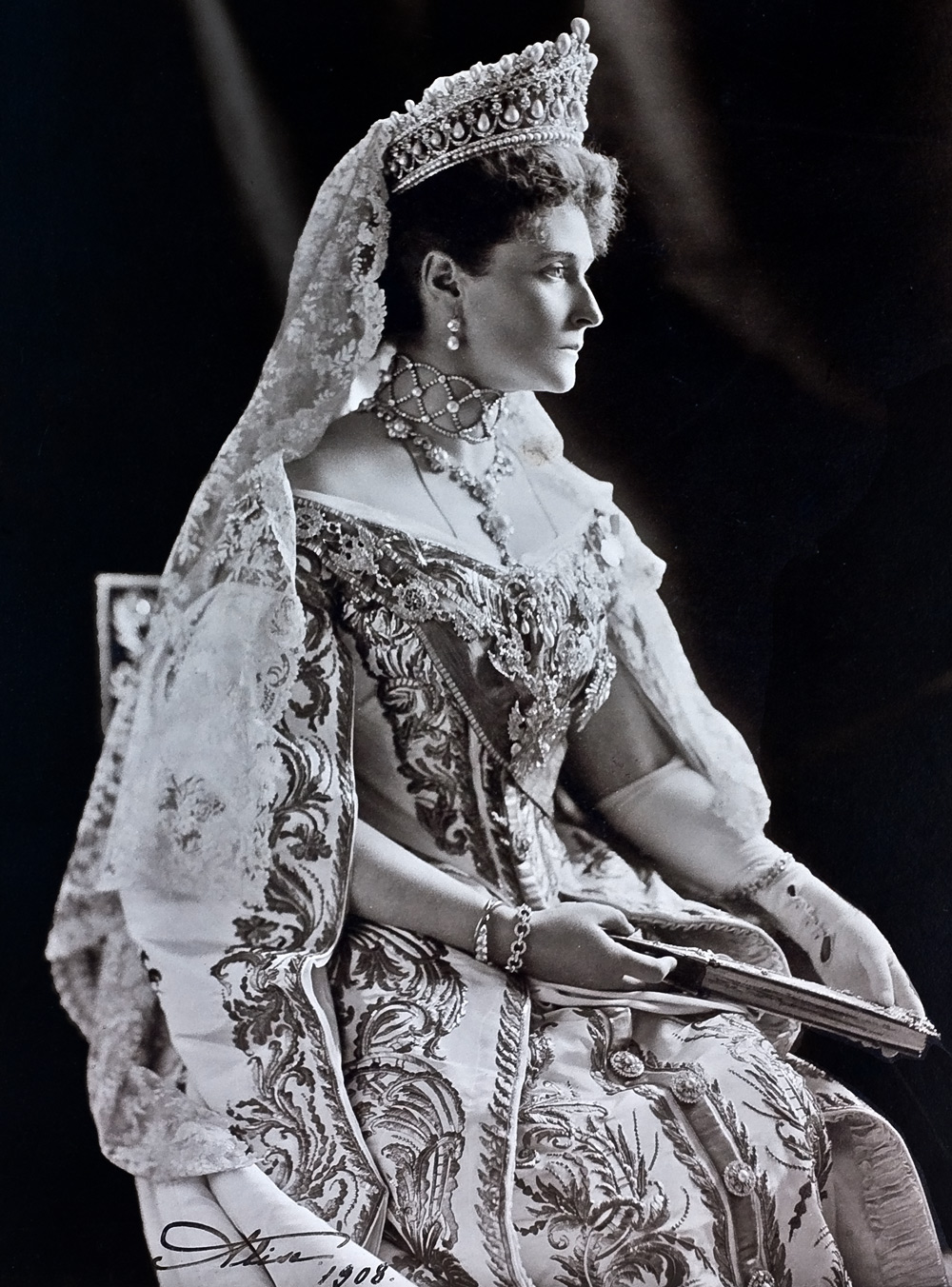
L'impératrice en 1908.

Complexée par ses origines de petite princesse allemande, Alexandra insiste pour être traitée avec tous les égards dus à une impératrice. En 1896, le couple part en voyage officiel en Europe, et quand, l'empereur allemand Guillaume II lui offre un nécessaire de toilette en argent ayant appartenu à la reine de Prusse Louise de Mecklembourg-Strelitz, Alix se sent insultée et décrète que seul un nécessaire en or est digne d'une impératrice. Elle accuse Guillaume de « toujours la voir comme la petite princesse de Hesse sans importance qu'elle était avant son mariage ». L'impératrice Augusta-Victoria la trouve frivole et vaine. En Écosse, la presse critique ses tenues luxueuses et son refus de porter le tweed typique de ce pays. Quant aux aristocrates russes, ils se moquent des « tenues de lourd brocart qu'elle affectionne tant, et des diamants dont elle se couvre, au mépris du bon goût et du bon sens ».
Alexandra est très attachée au principe de droit divin des souverains et pense qu'il n'est pas nécessaire de s'assurer de l'approbation du peuple. D'après sa tante, l'impératrice d'Allemagne Victoria du Royaume-Uni, « Alix est très impérieuse et veut toujours que les choses soient faites à sa façon ; elle ne cédera jamais un iota du pouvoir qu'elle s'imagine détenir ». Alix refuse de chercher à se concilier l'opinion publique car elle pense que le peuple russe aime et vénère naturellement l'empereur et l'impératrice. Quand la famille impériale se rend en Crimée en train, des centaines de paysans dans leurs plus belles tenues se massent au bord de la route pour apercevoir le couple impérial. Nicolas les salue par la fenêtre, mais Alexandra refuse de se montrer. L'impératrice douairière est furieuse d'apprendre qu'Alexandra estime que la famille impériale devrait « être au-dessus de ce genre de comportement » : « Que veut-elle dire ? Être au-dessus de gagner l'affection du peuple ? Et pourtant, combien de fois se plaint-elle de l'indifférence du public à son égard ? ». La reine Victoria s'inquiète de l'impopularité d'Alexandra et la conseille : « Je règne depuis plus de cinquante ans et néanmoins, je pense chaque jour à ce que je dois faire pour conserver et renforcer l'amour de mes sujets. Ton premier devoir est de gagner leur amour et leur respect ». Alexandra lui répond : « Vous vous trompez, ma chère grand-maman ; la Russie n'est pas l'Angleterre. Ici, il n'y a pas besoin de gagner l'amour du peuple. Le peuple russe vénère les tsars comme des êtres divins. Quant à ce que la haute société de Saint-Pétersbourg peut bien penser, il n'y a pas à s'en soucier ».

#### Difficultés à concevoir un héritier

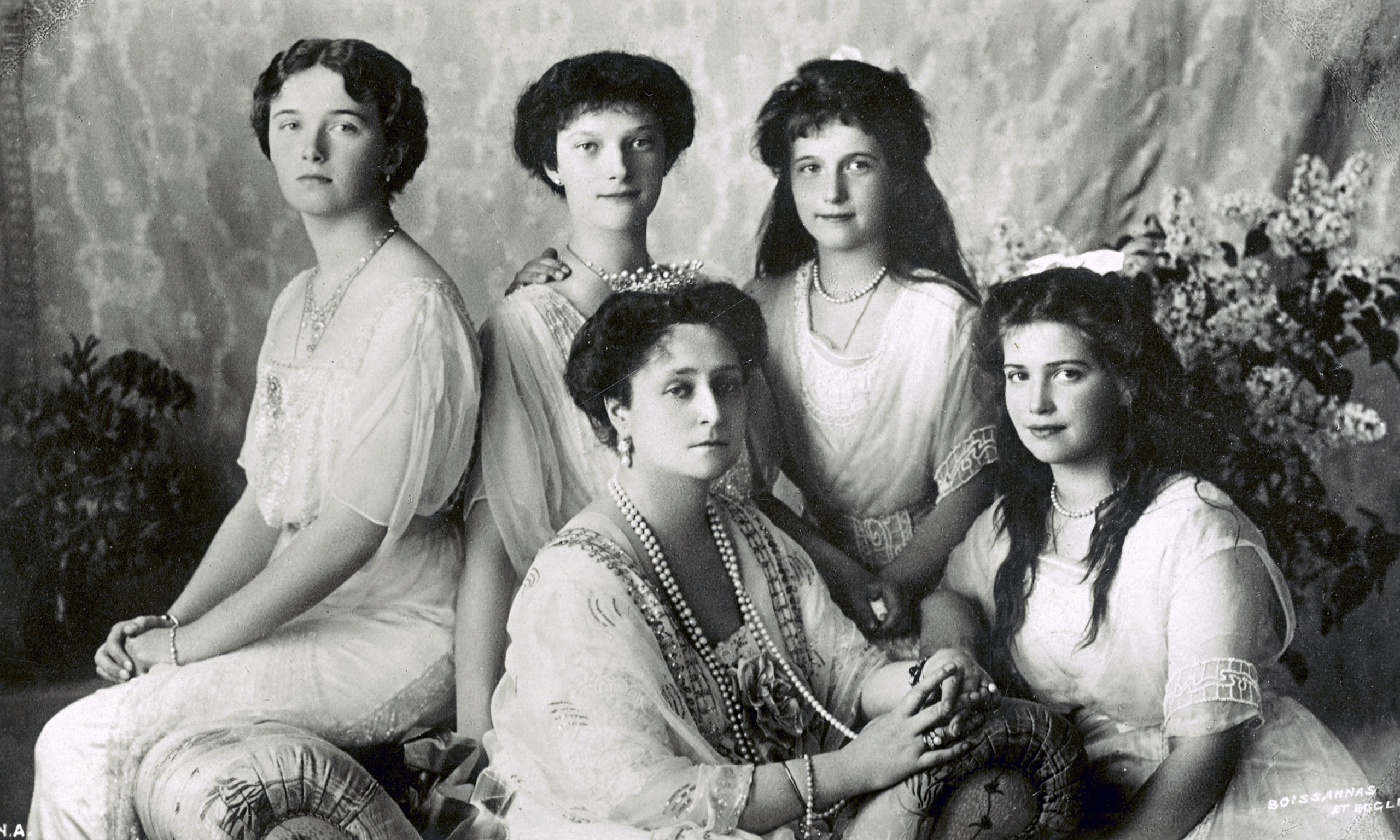
L'impératrice et ses filles, les grandes-duchesses Olga, Tatiana, Anastasia et Maria en 1913.

Le 15 novembre 1895, Alexandra donne naissance à son premier enfant, Olga, au palais Alexandre. De nombreux Russes et membres de la famille impériale sont déçus par le sexe de l'enfant, mais le couple est ravi et chérit sa fille. La naissance d'Olga ne change pas la position du frère de l'empereur, le grand-duc Georges, toujours héritier présomptif. Les Lois Paulines édictées par le tsar Paul Ier interdisent en effet aux femmes de monter sur le trône tant qu'un homme de la maison des Romanov est en vie. Cependant, peu s'inquiètent, car Alexandra n'a que 23 ans et tout le monde s'attend à ce qu'elle donne rapidement naissance à un fils.
Le 10 juin 1897, la tsarine accouche de son deuxième enfant, Tatiana. Nicolas est fou de joie, mais sa famille est mécontente et inquiète. Quand elle émerge du chloroforme, Alexandra voit les « visages anxieux et troublés » autour d'elle et fond en larmes avant de s'écrier : « Mon Dieu, c'est encore une fille ! Mais que va dire la nation ? ». L'incapacité du couple à donner naissance à un garçon rend l'impératrice encore plus impopulaire auprès des Russes. Le grand-duc Georges se dit déçu de ne pas avoir un neveu pour le soulager de ses responsabilités d'héritier : « Je m'étais déjà préparé à partir à la retraite, mais cela n'arrivera pas ».
Le 26 juin 1899 naît la troisième fille du couple, Maria. La reine Victoria envoie alors un télégramme à la tsarine : « Je suis heureuse que ma chère Alicky se soit si bien remise, mais je regrette une troisième fille pour le pays ». Le grand-duc Constantin s'inquiète : « Et donc il n'y a pas d'héritier. La Russie tout entière va être déçue par la nouvelle ». Le peuple voit la naissance d'une troisième fille comme la preuve qu'Alexandra porte malheur. Deux semaines après la naissance de Maria, le grand-duc Georges meurt et son frère Michel devient le nouvel héritier présomptif. Les courtisans cherchent alors à gagner sa faveur, ce qui bouleverse Alexandra. En octobre 1900, Nicolas souffre de la fièvre typhoïde et est alité pour cinq semaines. Le cabinet est alors forcé de discuter de ce qu'il arriverait si l'empereur venait à mourir. L'impératrice, alors enceinte, insiste pour être nommée régente, dans l'espoir d'accoucher d'un fils. Cependant, les ministres refusent : si Nicolas meurt, son frère deviendra tsar. Si l'enfant à naître est un garçon, Michel renoncera alors au trône en sa faveur. Alexandra est mécontente et commence à se méfier des ministres, qu'elle soupçonne de vouloir voler les droits de son futur fils.
Anastasia voit le jour le 18 juin 1901. La sœur de Nicolas, la grande-duchesse Xenia, s'exclame : « Mon Dieu ! Quelle déception ! Une quatrième fille ! ». Le diplomate français Maurice Paléologue commente : « L'Allemande a le mauvais œil. À cause de son influence néfaste, l'empereur est voué à la catastrophe ». Les paysans russes sont persuadés que « l'impératrice n'est pas aimée au paradis, sinon elle aurait donné naissance à un fils ».
Alexandra et Nicolas s'entourent alors de mages, de moines et de guérisseurs dans l'espoir d'avoir enfin un fils. Peu après la naissance d'Anastasia, la grande-duchesse Militza de Monténégro leur présente le mystique français Nizier Anthelme Philippe, un charlatan qui prétend pouvoir changer le sexe de l'enfant déjà conçu grâce à ses pouvoirs magnétiques. Nicolas contraint l'Académie militaire de médecine de Saint-Pétersbourg à lui délivrer un diplôme de médecin militaire et le nomme conseiller d'État. L'impératrice douairière et les grandes-duchesses Xenia et Élisabeth sont inquiètes et conseillent au couple de l'éloigner, sans succès. Fin 1901, Alexandra semble être enceinte et Philippe assure qu'elle porte un garçon. À l'été 1902, il devient clair cependant que l'impératrice fait une grossesse fantôme. Pour ne pas perdre la face, les médecins de la cour publient le 21 août un bulletin affirmant que la tsarine a fait une fausse couche sans complications. Humiliée, Alexandra renvoie Philippe en France.
En 1903, Alexandra et Nicolas décident de soutenir la canonisation de Séraphin de Sarov. En effet, avant de quitter la Russie, Philippe leur a dit que Séraphin leur accorderait un fils. Séraphin était un moine à Tambov qui a accompli quelques miracles qui n'ont jamais été vérifiés. Le patriarche de Moscou accepte à contrecœur de le canoniser. Le 19 août, le couple se baigne et prie pour un fils dans la rivière Sarova où Séraphin s'était lui-même baigné.

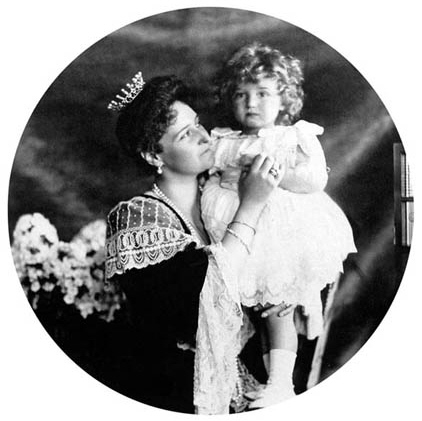
L'impératrice et son fils, le tsarévitch Alexis, en 1906.

En 1904, Alexandra tombe enceinte. Le public est en forte attente d'un fils. Alors que le terme se rapproche, un journal commente : « dans quelques jours, nous saurons si la tsarine deviendra la femme la plus populaire de Russie, ou sera considérée par le peuple comme une damnée, objet de la rage de Dieu ». Le 12 août 1904, l'impératrice donne naissance à Alexis à Peterhof. Sa naissance confirme la foi du couple en Philippe. Dans son journal, la sœur de Nicolas, Olga Alexandrovna écrit : « Je suis sûre que c'est grâce à Séraphin ». Nicolas écrit à Militza et lui demande : « Transmet notre gratitude et notre joie à Philippe ».

#### Relations avec ses enfants

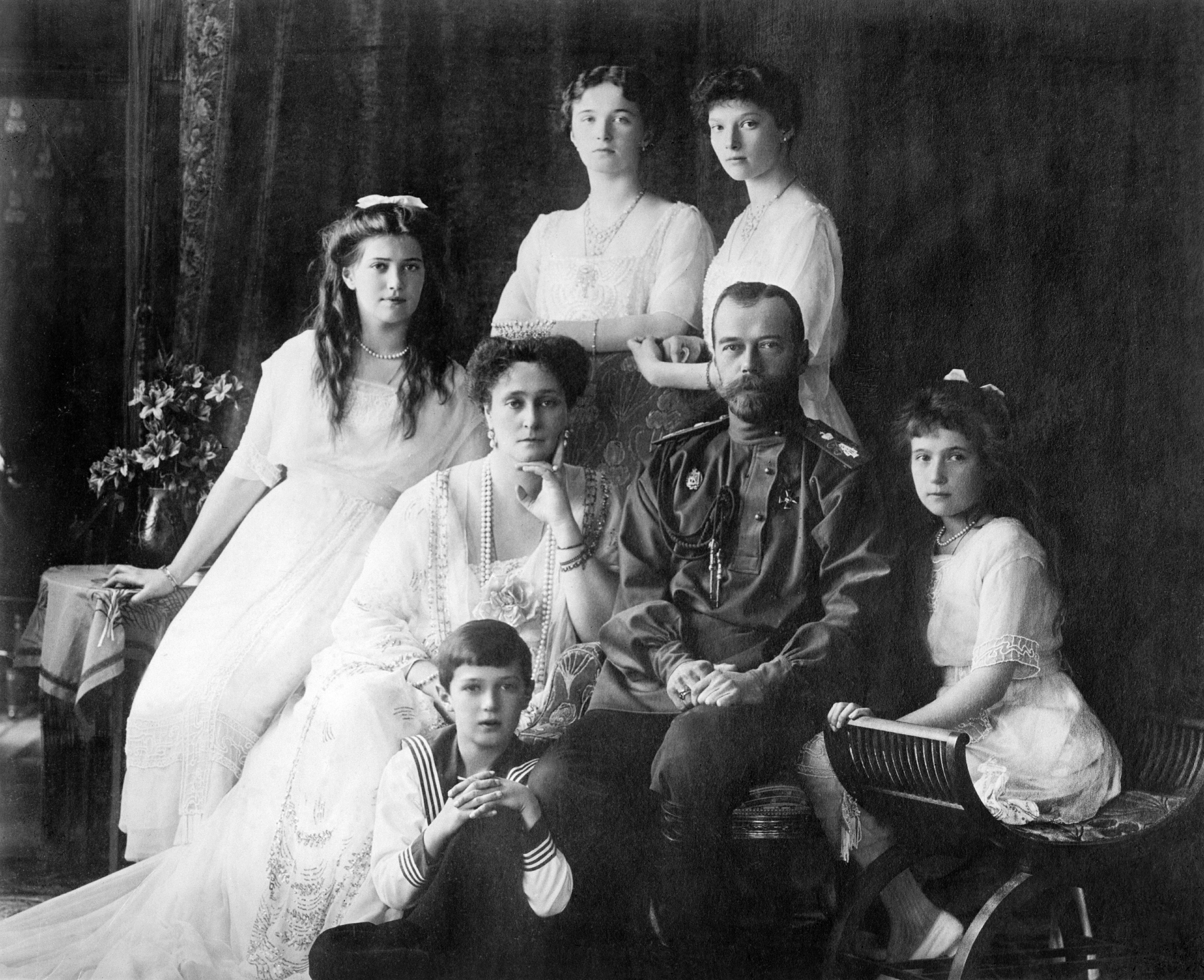
La famille impériale en 1913. De gauche à droite : Maria, Alexandra, Olga et Tatiana, Nicolas II et Anastasia. Alexis est assis aux pieds de ses parents.

Malgré sa peur de ne jamais avoir de fils, Alexandra aime ses filles et les surnomme son « petit trèfle à quatre feuilles ». Elle écrit : « nos petites filles sont notre joie et notre bonheur » et les appelle « les apôtres de Dieu ». Alexandra est une mère attentive qui s'occupe personnellement de ses enfants.
Olga est le portrait de son père, qu'elle adore. Elle a une relation plus distante avec sa mère. Alexandra se repose sur Olga pour discipliner ses cadets. Ses lettres à Olga incluent de fréquentes recommandations : « Rappelle-toi avant tout d'être toujours un bon exemple pour les petits » ou encore : « Essaie d'avoir une conversation sérieuse avec Tatiana et Maria à propos de leur conduite envers Dieu ». Olga est frustrée car elle a l'impression que sa mère ne lui consacre pas assez de temps.
Alexandra est plus proche de Tatiana, qui est celle, par son apparence comme par sa personnalité, qui lui ressemble le plus. La grande-duchesse Xenia les décrit : « Tatiana est si jolie, elle et sa mère se ressemblent comme deux gouttes d'eau ! ». Elle est prudente et réservée, et totalement dévouée à Alexandra. Lors des derniers mois de la famille, c'est Tatiana qui aide sa mère en poussant son fauteuil roulant.
Quant à Maria, elle doute de l'importance de son rôle au sein de la famille, et Alexandra la rassure fréquemment, lui rappelant qu'elle est aimée autant que les autres : « Douce enfant, tu dois me promettre de ne plus jamais penser que personne ne t'aime. Comment une idée si extraordinaire a pu rentrer dans ta petite tête ? Oublie-la rapidement ». Maria s'inquiète que sa mère lui préfère Anastasia, et Alexandra lui promet que : « Je n'ai pas de secrets avec Anastasia ».

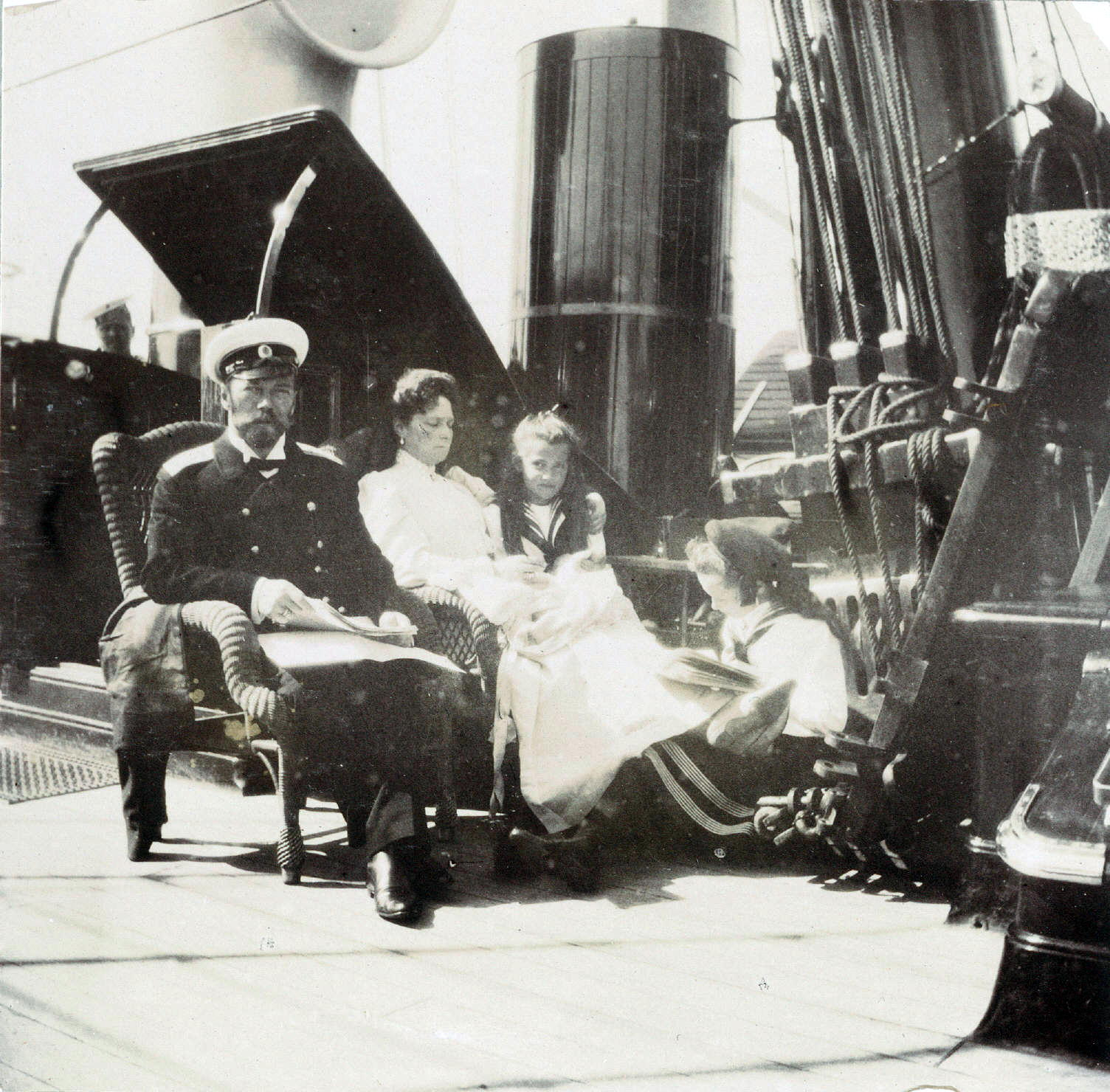
Le couple impérial avec Olga et Maria à bord du Standart vers 1907-1908.

Physiquement, Anastasia ressemble à Alexandra, mais sa personnalité malicieuse et turbulente est bien différente de celle de sa mère. Elle est surnommée « shvibzik », c'est-à-dire « le nain ». Durant l'emprisonnement de la famille, Anastasia est la seule qui peut faire rire la mélancolique Alexandra.
La tsarine couve Alexis car c'est son fils unique et l'héritier de l'empire russe. Pierre Gilliard, le précepteur des enfants, écrit : « Alexis était le centre d'une famille unie, l'objet de tous les espoirs et de toutes les affections. Ses sœurs le vénéraient. Il était la fierté et la joie de ses parents. Quand il allait bien, le palais en était transformé. Tout semblait alors baigné de soleil ». L'obsession d'Alexandra est de le protéger de l'hémophilie, et elle est à son chevet des jours entiers quand il souffre. Elle craint qu'il ne se blesse lors de ses caprices, en conséquence, elle le gâte et ne le punit jamais.
Alexandra prévoit de faire débuter Olga et Tatiana dans la haute société en 1914, cependant le projet est repoussé puis annulé à cause de la guerre.

#### Santé
La santé d'Alexandra n'a jamais été robuste et ses fréquentes grossesses l'ont épuisée. Ses biographes attribuent la semi-invalidité de ses dernières années à un épuisement nerveux dû à son inquiétude à propos de son fils. Elle passe la plupart de son temps au lit ou étendue dans son boudoir, ce qui lui permet de ne pas assister aux réceptions qu'elle déteste. Alexandra prend régulièrement une herbe médicinale appelée Adonis Vernalis pour réguler son pouls. Elle est constamment fatiguée, dort mal et se plaint de pieds gonflés. Elle mange peu, mais ne perd jamais de poids. Elle pourrait avoir souffert d'hyperthyroïdie, qui peut causer une fibrillation atriale, un faible pouls et un manque d'énergie.

#### Raspoutine

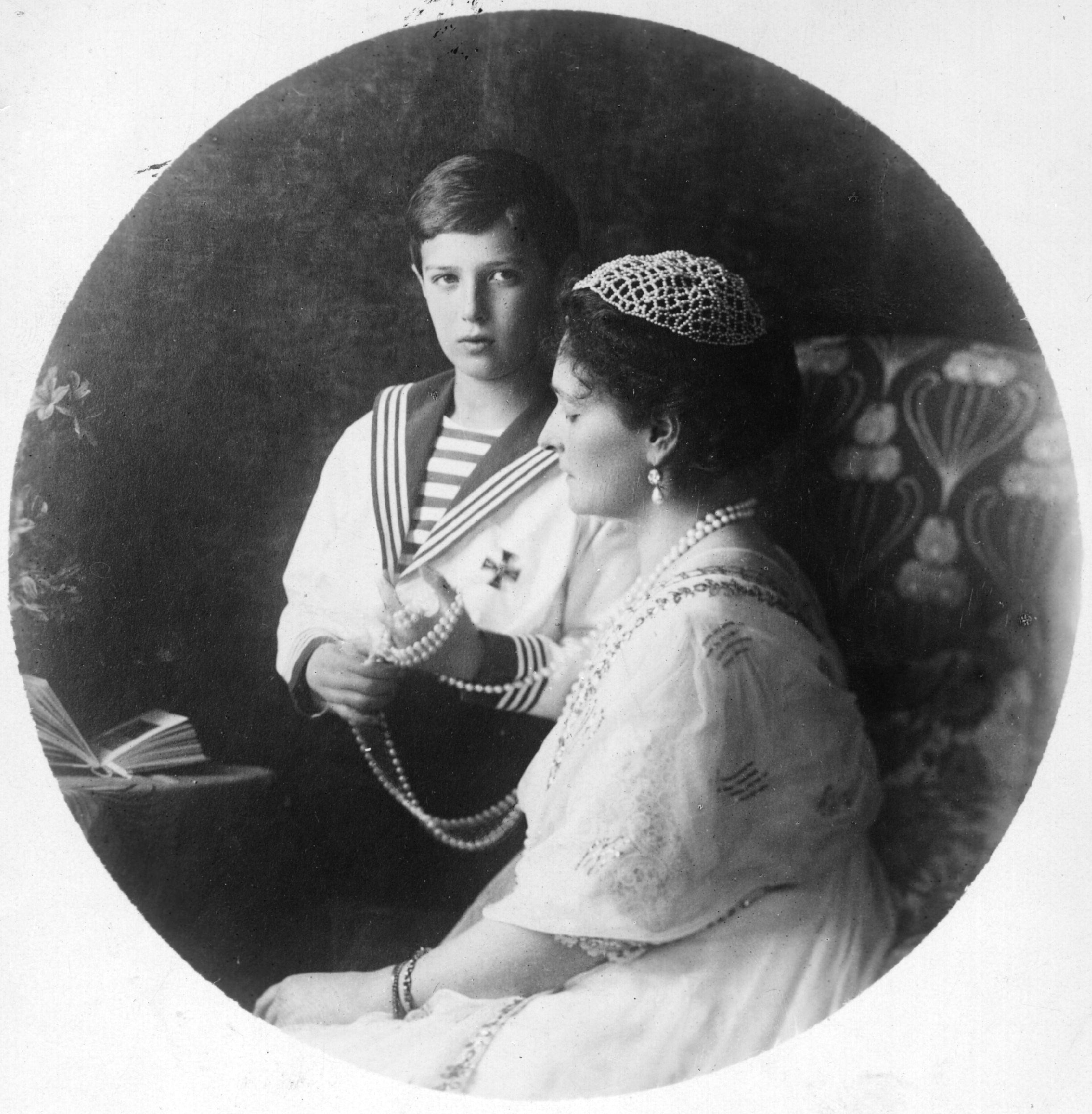
Alexandra et Alexis en 1913.

La joie de la naissance du tsarévitch Alexis, après dix ans de mariage, est ternie par la découverte de la maladie de l'enfant. Les docteurs réalisent qu'il est hémophile car lorsqu'ils coupent son cordon ombilical, son ventre saigne pendant des jours et son sang ne coagule pas. Nicolas écrit qu'Alexis a perdu : « 1/8 à 1/9 de la quantité totale de son sang en 48 heures ». L'hémophilie est une maladie héréditaire dont le gène est transmis par les femmes, et la tsarine l'a reçue de sa mère, qui elle-même l'a reçue de sa mère, la reine Victoria. Au XXe siècle, l'hémophilie est fatale et l'espérance de vie des malades est d'environ 13 ans. Son frère Frédéric et son oncle Léopold d'Albany en sont morts très jeunes. Sa sœur Irène et ses cousines Victoire-Eugénie de Battenberg et Alice d'Albany sont elles aussi porteuses du gène et ont donné naissance à des fils hémophiles.
La famille impériale décide de cacher la maladie incurable de l'héritier du trône pour éviter les troubles, et ce drame personnel la pousse à s'installer définitivement au palais Alexandre, à Tsarskoïe Selo, en 1905, ce qui renforce un isolement propice aux évènements qui se précipitent. Les années qui suivent sont la scène d'évènements dramatiques et de grande importance : défaite contre le Japon, émeutes ouvrières et étudiantes, ouverture de la Douma.
Alexandra ressent une immense culpabilité d'avoir transmis la maladie à son fils. Peu après le diagnostic d'Alexis, elle pleure et dit à l'infirmière : « Si vous saviez avec quelle ferveur j'ai prié Dieu pour protéger mon fils de notre malédiction héréditaire ». La grande-duchesse Xenia appelle l'hémophilie : « la terrible maladie de la famille royale anglaise », et les membres de la famille impériale reprochent à Alexandra d'avoir « contaminé les Romanov avec les maladies de sa propre famille ».
Alexandra se tourne d'abord sur les médecins russes pour soigner Alexis, mais leurs traitements échouent les uns près les autres. Terrifiée à la moindre chute ou coupure, potentiellement mortelles, de son fis, Alexandra se tourne vers la religion. Elle étudie tous les rites orthodoxes et la vie des saints, et passe plusieurs heures chaque jour dans sa chapelle privée à prier pour la délivrance. Elle s'entoure de mystiques et de saints autoproclamés.

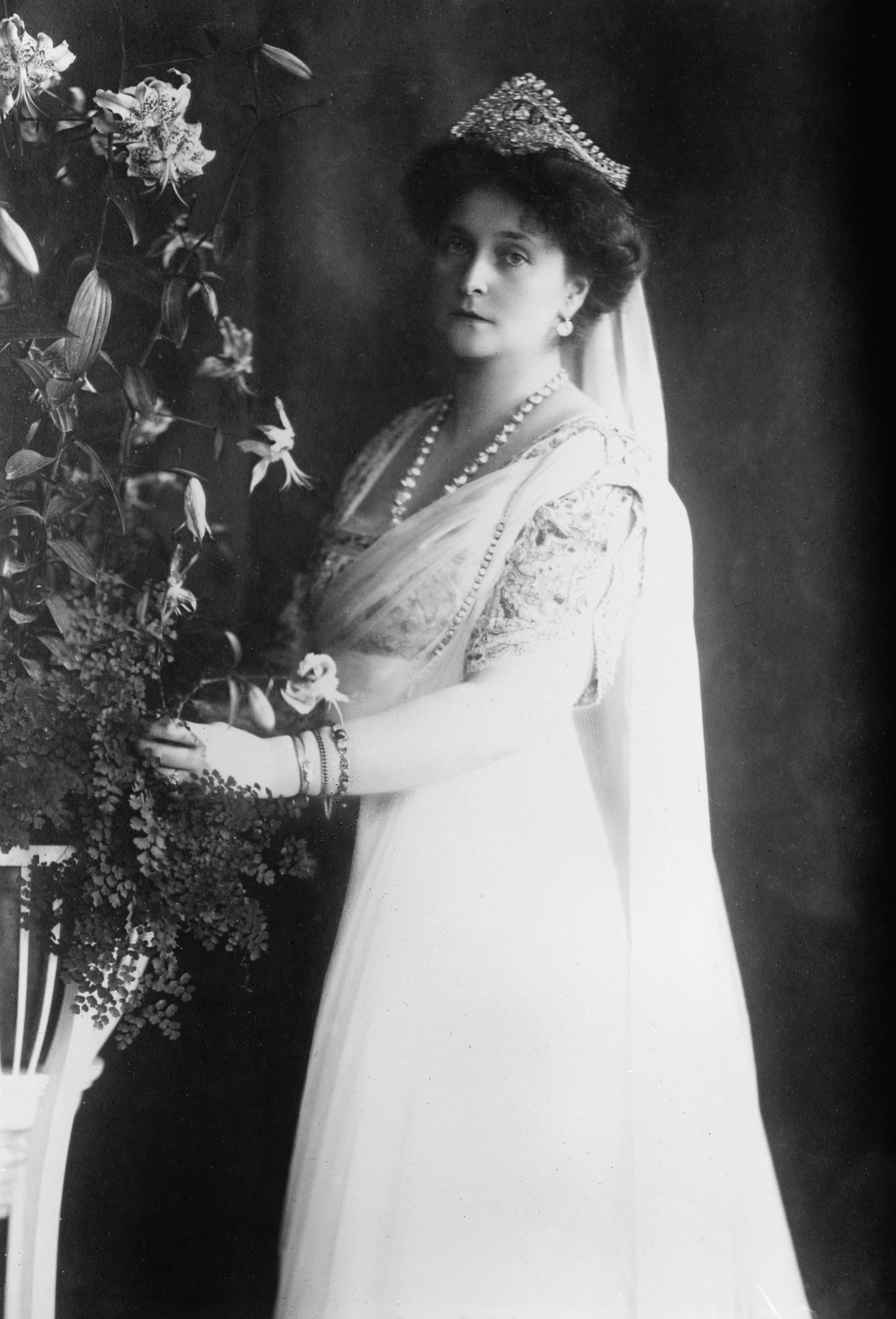
L'impératrice Alexandra dans les années 1910.

Anna Vyroubova, dame d'honneur, amie et confidente d'Alexandra, avec les grandes-duchesses Militza et Anastasia de Monténégro, lui présente Grigori Raspoutine, un moine originaire de Sibérie, présenté comme prophète et thaumaturge, qui arrive à arrêter les hémorragies du tsarévitch, ce qui le rend très puissant à la cour. Avec le temps, Alexandra devient convaincue que Raspoutine est le seul à pouvoir sauver la vie de son fils. Raspoutine profite des peurs d'Alexandra et lui dit : « Ni l'empereur ni vous ne pouvez rien faire sans moi. Si je ne suis pas là pour vous protéger, vous perdriez votre fils en moins de six mois ». Alexandra refuse de reconnaître la débauche de Raspoutine et le mal qu'il cause au prestige impérial. Quand le directeur de la police nationale lui apprend que Raspoutine, soul, s'est exhibé nu dans un restaurant populaire de Moscou en se vantant que Nicolas le laissait coucher avec elle, Alexandra considère ce récit comme une simple rumeur malveillante. « Les saints sont toujours calomniés », écrit-elle, « Il est détesté parce que nous l'aimons ». Nicolas reconnaît les fautes de Raspoutine, mais il ne peut rien faire face au seul homme qui peut sauver la vie de son fils unique. Pierre Gilliard écrit : « Il ne pouvait pas éloigner Raspoutine, car si Alexis mourait, aux yeux de sa femme, il serait le meurtrier de son propre fils ».
Dès son arrivée à la cour, des rumeurs circulent sur Raspoutine. Bien qu'une partie du clergé de Saint-Pétersbourg accepte de le reconnaître comme prophète, une autre partie le considère comme un escroc et un hérétique. Des récits de sa vie en Sibérie se répandent à Saint-Pétersbourg. Par exemple, il est dit qu'il officiait le mariage des villageois en échange de la première nuit avec la mariée. Il vit à Saint-Pétersbourg avec ses deux filles et deux domestiques, et il reçoit la visite de nombreuses personnes désirant une bénédiction, une guérison ou une faveur de la tsarine. Des femmes, fascinées par le mystique, sollicitent également des « bénédictions particulières » et sont reçues en audience privées dans sa chambre, surnommée avec dérision le « Saint des Saints ». Raspoutine prêche une doctrine de rédemption par le péché, en effet, pour lui, « Pour se rapprocher de Dieu, il faut beaucoup pécher »,. Personne ne sait alors que Raspoutine peut soigner Alexis, donc personne ne comprend pourquoi Alexandra dépend tellement de lui.
En 1912, Alexis est victime, à la suite d'un accident, d'une nouvelle hémorragie interne très importante alors qu'il séjourne avec sa famille à Spała en Pologne. Alexandra reste pendant des jours à son chevet, sans manger ou dormir. Elle éclate en sanglots quand Alexis la supplie d'abréger ses souffrances et lui demande de l'enterrer dans une forêt, et non pas dans le mausolée de ses ancêtres. Les docteurs s'attendent à sa mort, et un prêtre lui administre les derniers sacrements. Un télégramme annonçant officiellement sa mort est préparé. Désespérée, Alexandra envoie un télégramme à Raspoutine, qui lui répond : « N'ayez aucune crainte. Dieu a vu vos larmes et entendu vos prières. Ne vous inquiétez plus. Le Petit ne mourra pas. Ne permettez pas aux docteurs de trop l'ennuyer ». À la surprise des médecins, l'état d'Alexis s'améliore et il survit. À partir de ce moment-là, Alexandra se repose de plus en plus sur Raspoutine, ce qui augmente l'influence politique de celui-ci. Son rôle à la cour porte sérieusement atteinte à l'image des Romanov durant la Première Guerre mondiale.
Raspoutine est assassiné le 31 décembre 1916 par un complot organisé par le grand-duc Dimitri Pavlovitch et par le prince Félix Ioussoupov, époux d'Irina Alexandrovna de Russie, la nièce du tsar, dans le but de mettre fin à ses interventions dans le gouvernement.

### Première Guerre mondiale

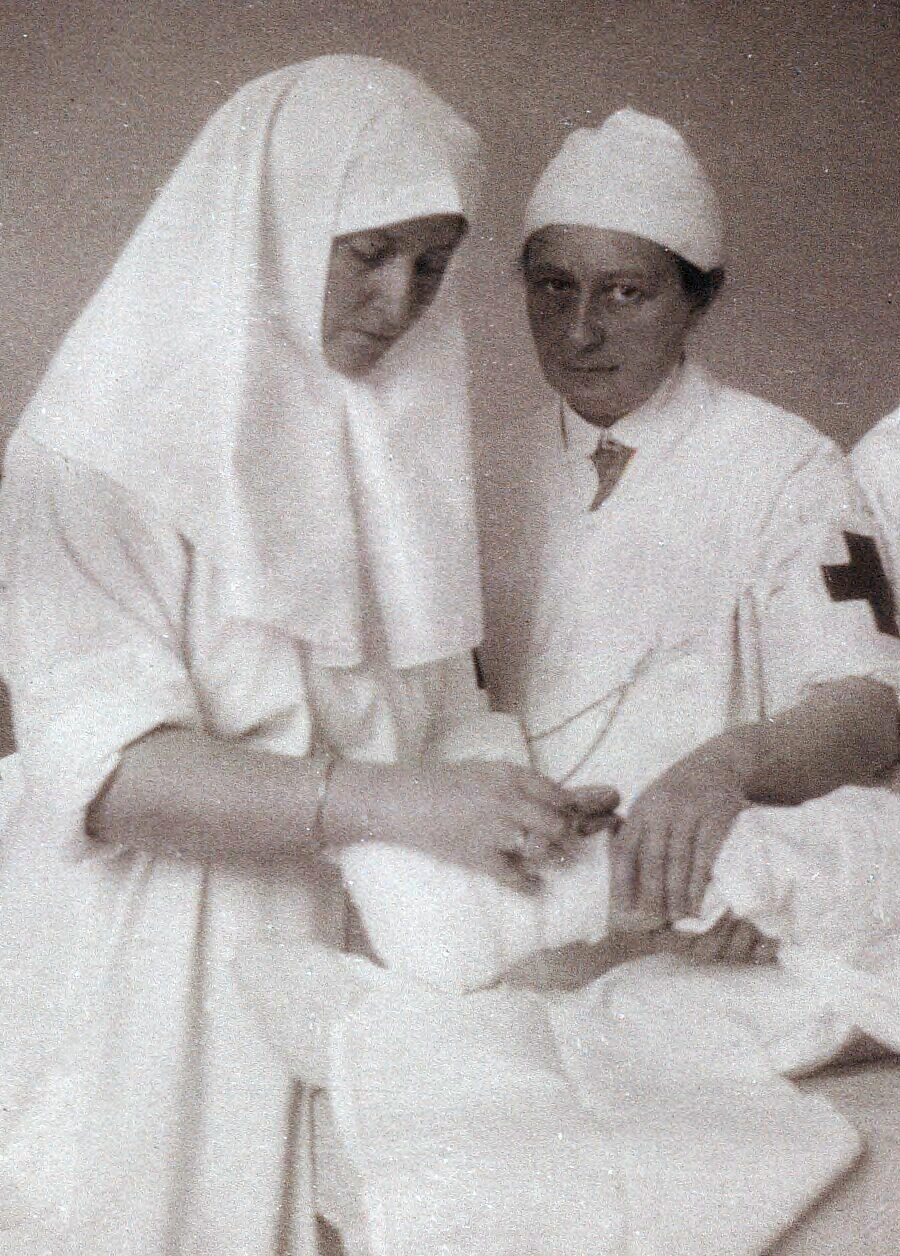
Alix avec Vera Gedroitz en 1915.

La Première Guerre mondiale est un moment clef pour la Russie et pour Alexandra. Quand elle apprend la mobilisation russe, Alexandra arrive furieuse dans le bureau de son mari et s'écrie : « La guerre ! Et je n'en savais rien ! C'est la fin de tout ».
Ses liens avec l'Allemagne ne font qu'aggraver son impopularité en Russie. Son frère est le grand-duc de Hesse-Darmstadt et se bat dans l'armée allemande, l'empereur, Guillaume II, est son cousin et sa sœur Irène est l'épouse du frère de l'empereur, Henri. Elle est accusée par l'opinion russe de collaboration avec l'Allemagne. Ironiquement, Alexandra est une ardente patriote russe et n'aime pas le Kaiser. Elle écrit que Guillaume II « n'est rien d'autre qu'un clown. Il n'a aucune valeur. Ses seules vertus sont sa stricte moralité et sa fidélité conjugale ». À Saint-Pétersbourg, il se murmure qu'elle cacherait son frère en Russie. En 1916, une de ses dames d'honneur écrit qu'on lui a demandé « très sérieusement si le grand-duc de Hesse n'était pas caché dans une des caves du palais ».
Alexandra, accompagnée de ses filles aînées, s’investit dans les soins aux blessés,, mais ses efforts ne sont pas appréciés. Alors qu'elle inspecte une ambulance du front, un soldat l'insulte de « chienne allemande » et elle s'effondre en larmes. La population est persuadée qu'Alexandra et Raspoutine mènent des négociations secrètes avec Berlin dans le but d'établir une paix déshonorable pour la Russie.
Quand Nicolas se rend sur le front en 1915 pour diriger personnellement l'armée, Alexandra devient régente. Son beau-frère, le grand-duc Alexandre Mikhaïlovitch commente : « Quand l'empereur est parti à la guerre, c'est bien sûr sa femme qui a gouverné à sa place ».
Alexandra dispose des ministres selon les conseils de Raspoutine. En seulement seize mois, elle nomme quatre premiers ministres, cinq ministres de l'intérieur et trois ministres de la guerre. C'est une politique particulièrement dangereuse en temps de guerre d'usure, alors que ni les troupes ni les civils ne sont correctement approvisionnés. « Au milieu de 1915 », écrit Florinsky, « le groupe honorable et efficace qui formait le sommet de la pyramide bureaucratique a dégénéré en une rapide succession des obligés de Raspoutine ». Polivanov est considéré comme un excellent ministre, connu pour avoir réformé l'armée, mais Alexandra déclare : « Je n'aime pas le choix de Polivanov comme ministre de la Guerre. N'est-il pas l'ennemi de Notre Ami [Raspoutine] ? ». Le général Nicolas Nikolaïevitch de Russie n'apprécie pas Raspoutine, et celui-ci persuade Alexandra que le grand-duc cherche à se faire apprécier de l'armée pour éclipser Nicolas II, dans le but de le remplacer sur le trône. Alexandra écrit à son époux : « Je n'ai absolument aucune foi en N.... il est allé à l'encontre d'un Homme de Dieu, et son travail ne peut être béni, comme ses conseils ne peuvent être bons. La Russie ne sera pas bénie si son souverain laisse un Homme de Dieu, envoyé pour l'aider, se faire persécuter, j'en suis sûre ». Elle insiste : « Raspoutine a tes intérêts et ceux de la Russie à cœur. Ce n'est pas pour rien que Dieu nous l'a envoyé, mais nous devons porter plus d'attention à ce qu'Il dit. Ses mots ne sont pas prononcés à la légère et l'importance de disposer non seulement de ses prières mais aussi de ses conseils est immense ».
Toujours fermement en faveur de l'autocratie, Alexandra persuade Nicolas qu'il ne doit jamais abandonner son pouvoir absolu. Elle lui écrit : « Tu es maître et souverain de la Russie. Le Seigneur Tout-Puissant t'a mis en place, et ils devraient tous se prosterner devant ta sagesse et ta fermeté ». Elle lui conseille : « Sois Pierre le Grand, Ivan le Terrible, l'empereur Paul… écrase-les tous ». Elle critique la Douma et déclare : « Ils veulent discuter de choses qui ne les concernent pas et provoquent encore plus de mécontentement, ils doivent être tenus à l'écart. Nous ne sommes pas prêt pour un gouvernement constitutionnel ».
La famille impériale est de plus en plus inquiète de l'influence d'Alexandra sur les affaires de l'État et de l'influence de Grigori Raspoutine sur elle, ce qui est considéré comme une provocation et un danger pour la monarchie. La famille désigne les grandes-duchesses Élisabeth de Hesse-Darmstadt et Victoria-Mélita de Saxe-Cobourg-Gotha pour lui demander de bannir Raspoutine de la cour pour protéger sa réputation et celle du trône, en vain. En parallèle, plusieurs grands-ducs essaient d'intervenir auprès du tsar, sans plus de succès.

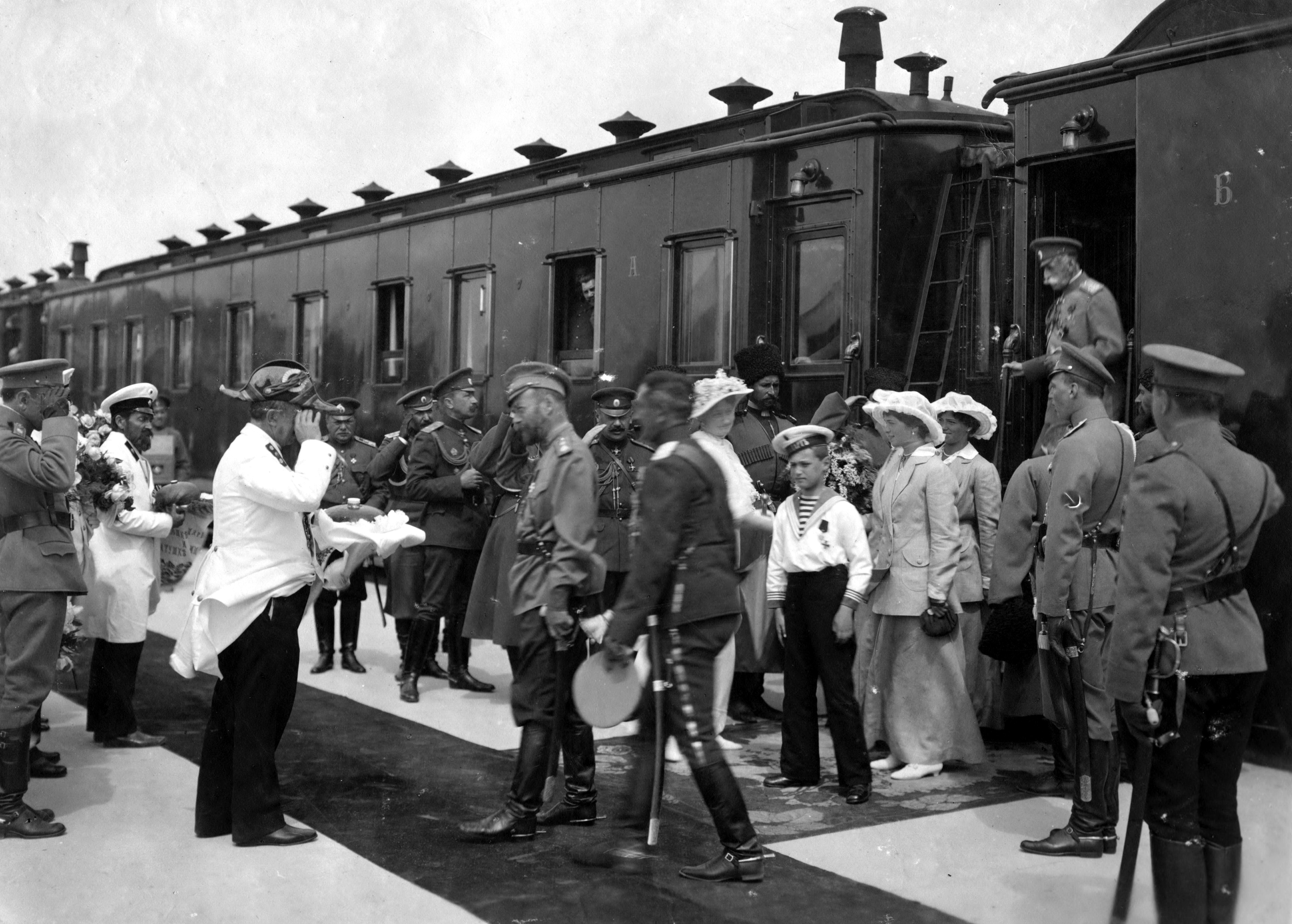
La famille impériale à Eupatoria en Crimée, en mai 1916.

En 1916-1917, il est rapporté que la grande-duchesse Vladimir (Marie de Mecklembourg-Schwerin) préparerait un coup d'État avec l'aide de quatre régiments de la garde impériale chargés d'envahir le palais Alexandre, de forcer le tsar à abdiquer et de le remplacer par Alexis sous la régence de son fils le grand-duc Cyrille Vladimirovitch.
Il existe des documents qui appuient l'hypothèse que, dans cette situation critique, l'impératrice douairière Maria Feodorovna (Dagmar de Danemark) soit impliquée dans le projet d'un autre coup d'état pour déposer son fils dans le but de sauver la monarchie. Maria Feodorovna a pour rôle de lancer un dernier ultimatum à son fils : il doit bannir Raspoutine ou elle quitte la capitale. Son départ sonnera le début des opérations. Les détails du projet ne sont pas exactement connus, et il en existe deux versions : dans la première, le grand-duc Paul Alexandrovitch s'empare du pouvoir en son nom, et elle devient impératrice régnante ; dans la seconde, le tsar est remplacé par son fils, sous la régence de Maria Feodorovna et de Paul Alexandrovitch. La tsarine l'apprend et quand l'impératrice douairière présente son ultimatum à son fils, elle le persuade de lui ordonner de quitter la capitale. L'impératrice douairière s'installe au Palais Mariyinsky à Kiev et ne reviendra jamais en Russie.

### Révolution
La Première Guerre mondiale se révèle un poids considérable pour le gouvernement et l'économie russes, trop faibles pour tenir. La pénurie et la faim deviennent le quotidien de dizaines de millions de Russes à cause de l'économie de guerre. Quinze millions d'hommes quittent les champs pour le front, et les infrastructures de transports sont réquisitionnées par l'armée, exacerbant la pénurie dans les villes. La pénurie, l'inflation et les multiples défaites, provoquent beaucoup de colère et d'agitation à Saint-Pétersbourg et dans les autres villes.
La décision du tsar de diriger personnellement l'armée se révèle désastreuse, car il est blâmé pour toutes les défaites. Sa présence sur le front et l'implication de la tsarine dans le gouvernement sapent l'autorité et le prestige des Romanov. Les mauvaises performances de l'armée font croire au peuple que l'impératrice, d'origine allemande, fait partie d'une conspiration visant à la victoire de l'Allemagne. De plus, le tsar remplace plusieurs ministres compétents par des hommes moins capables à l'instigation de la tsarine et de Raspoutine, par exemple en remplaçant Nicolas Chtcherbatov par Alexis Khvostov au poste de ministre de l'Intérieur. Le sévère hiver de 1916-1917 signe la perte du régime. La pénurie s'aggrave encore et la famine gagne les villes. La mauvaise organisation et les défaites tournent les soldats contre le tsar. En 1917, le tsar comprend que la Russie ne peut continuer à se battre encore longtemps.
La situation s'aggrave en février 1917. Les sidérurgistes entrent en grève le 18 février, et, le 23, des émeutes éclatent à Saint-Pétersbourg pour protester contre la pénurie et la guerre. Le 26 février, le tsar ordonne à l'armée de restaurer l'ordre, et celle-ci tire sur la foule. Le même jour, la Douma presse le tsar de soulager les souffrances du peuple, et celui-ci répond en prononçant la dissolution de l'assemblée.
Le 27 février, la troupe se joint à la rébellion, c'est le début de la Révolution de Février. Les soldats et les ouvriers créent le Soviet de Petrograd tandis que la Douma proclame le 28 février le nouveau gouvernement provisoire dont Alexandre Kerenski est une personnalité clef. Le même jour, la Douma informe le tsar qu'il doit abdiquer.
Dans l'espoir de mettre fin au soulèvement de la capitale, Nicolas essaie de rejoindre Saint-Pétersbourg en train depuis ses quartiers généraux à Mogiliev. Mais la route est bloquée et il doit trouver un autre chemin. Son train est alors arrêté à Pskov où, après avoir parlé avec ses généraux, il abdique. Après avoir demandé conseil aux médecins, il abdique une seconde fois, pour lui-même et pour son fils.
Alexandra se trouve désormais dans une position périlleuse: elle est l'épouse détestée du tsar déchu. Il y a des tentatives d'invasion du palais Alexandre par une partie de la garnison en mutinerie, mais le palais est défendu par ses gardes. Mais les gardes et le reste des troupes quittent la ville après avoir appris l'abdication, et Alexandra demande à la Douma d'assurer sa sécurité alors que émeutes et les violences continuent. Le 5 mars, Mikhaïl Rodzianko envoie le nouveau ministre de la guerre, Alexandre Goutchkov, et le général Kornilov inspecter la sécurité du palais, et un officier est nommé pour protéger le palais et pour servir de relais entre la famille impériale et la Douma. Alexandra remarque que les soldats de la garde du palais commencent à nouer des mouchoirs autour du poignet, signe de soutien à la Douma, ce qui veut dire que bien que la famille soit protégée, elle se trouve de facto en résidence surveillée. Alexandra, ses enfants et les domestiques ne sont pas maltraités, et la vie quotidienne continue comme avant, à l'exception de quelques coupures de courant. Le 9 mars, le général Kornilov informe Alexandra qu'elle est officiellement en résidence surveillée, et les domestiques sont autorisés à partir s'ils le souhaitent, mais que s'ils choisissent de rester, ils seront soumis aux mêmes règles qu'Alexandra. Le lendemain, Nicolas est finalement autorisé à retourner au palais Alexandre, où il est lui aussi placé en résidence surveillée.

### Emprisonnement

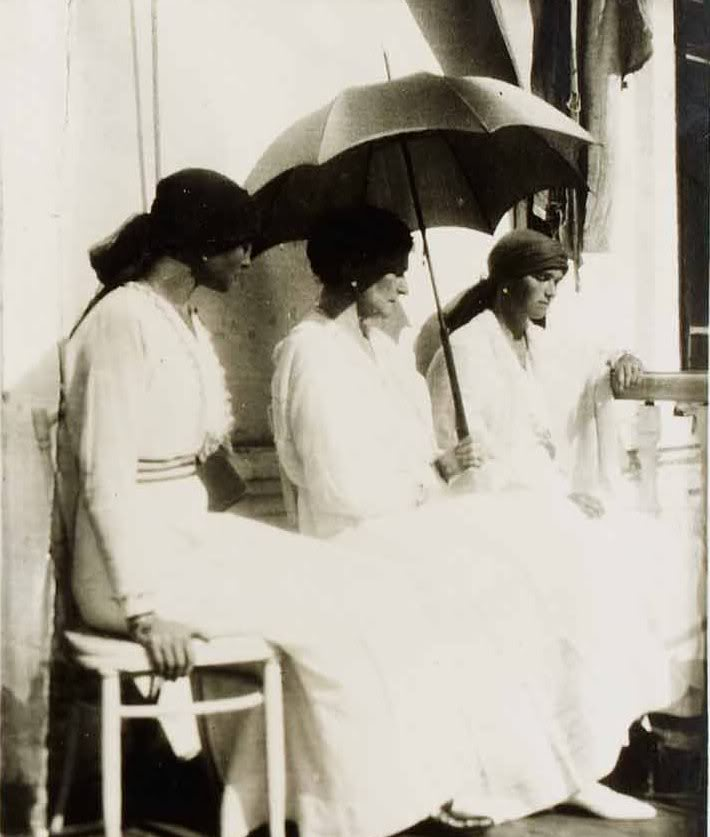
Dernière photographie prise d'Alexandra, avec Tatiana (à gauche) et Olga (à droite) à Tobolsk au printemps 1918.

Le gouvernement provisoire détient Nicolas, Alexandra et leurs enfants en résidence surveillée au palais Alexandre à Tsarskoye Selo. Alexandre Kerenski leur rend visite et interroge Alexandra sur son implication dans les affaires de l'État et sur l'influence de Raspoutine. Elle lui répond alors qu'elle et son époux n'ont aucun secrets l'un pour l'autre, qu'ils discutent souvent de politique et qu'elle donne naturellement des conseils pour le soutenir ; quant à Raspoutine, elle reste persuadée que c'était un véritable saint homme, dont les conseils ne visaient qu'au bien de la Russie et de la famille impériale. Après l'interrogatoire, Kerenski confie au tsar qu'il croit qu'Alexandra lui a dit la vérité.
Craignant les Bolcheviques, le gouvernement provisoire ne souhaite pas garder la famille en Russie et pense pouvoir les envoyer au Royaume-Uni. Toutefois, et bien qu'il soit à la fois le cousin de Nicolas et d'Alexandra, George V refuse d'autoriser la famille à s'installer, effrayé par leur impopularité et craignant de potentielles répercussions pour sa propre couronne. Il est alors suggéré un transfert en France. Mais le gouvernement français n'est pas consulté, et les diplomates britanniques en France rapportent que la famille impériale y est si impopulaire à cause du sentiment antiallemand qu'elle ne sera certainement pas la bienvenue, du fait des origines d'Alexandra. Le gouvernement provisoire est très déçu qu'aucun pays n'accepte d'accueillir la famille et est forcé de les garder en Russie, où il devient de plus en plus difficile d'assurer leur sécurité.
En août 1917, la famille est emmenée à Tobolsk en Sibérie pour la protéger des dangers de la capitale. Nicolas et Alexandra suggèrent plutôt le palais de Livadia en Crimée, mais Kerenski considère la destination comme trop dangereuse : pour s'y rendre, il faut traverser toute la Russie centrale, une région touchée par les troubles révolutionnaires, les violences et les émeutes, où les aristocrates sont attaqués et leurs biens brûlés. Au contraire, Tobolsk est une région calme et sûre, avec plus de sympathie pour l'ancien tsar.
De Tobolsk, Alexandra envoie une lettre à sa belle-sœur Xenia en Crimée :

« Ma chère Xenia,
Mes pensées sont avec toi, et j'imagine comme tout doit être magiquement bon et beau avec toi, comme avec les fleurs. Je suis ravie que tu sois à nouveau avec ta famille. Je voudrais tellement voir Olga dans son bonheur tout neuf. 
Tout le monde est en bonne santé sauf moi, depuis 6 semaines je souffre de douleurs nerveuses au visage et au dents. Un vrai tourment…
Nous vivons calmement et nous sommes bien installés, même si nous sommes si loin de tout le monde. Mais Dieu est miséricordieux. Il nous donne force et consolation … »

La famille demeure à Tobolsk jusqu'à la révolution d'Octobre. La chute du gouvernement et l'accession au pouvoir des Bolcheviks fragilisent encore plus la position de la famille impériale.
En 1918, Nicolas, Alexandra et Maria sont transférés à Iekaterinbourg, contrôlée par les Bolcheviks. Ils arrivent à la maison Ipatiev le 30 avril 1918. Le reste de la famille reste en arrière à cause de la maladie d'Alexis. En arrivant dans leur nouvelle prison, il leur est ordonné d'ouvrir leurs bagages, ce qu'Alexandra refuse immédiatement. Nicolas tente d'intervenir à son secours en s'interposant : « Jusque là nous avons été traités poliment par des gentlemen mais maintenant - ». L'ancien tsar est rapidement interrompu. Les gardes l'informent qu'il n'est plus à Tsarskoye Selo et qu'un refus d'obéir lui vaudrait d'être séparé de sa famille, voire des travaux forcés en cas de récidive. Craignant pour la sécurité de son mari, Alexandra cède et autorise la fouille de ses bagages. En mai, le reste de la famille arrive et Alexandra est heureuse d'être à nouveau entourée de tous ses enfants.
La maison Ipatiev est gardée par soixante-dix hommes, la plupart étant des ouvriers venant des usines voisines. Le commandant Alexandre Avadeyev est décrit comme « un vrai Bolshevik ». La majorité des témoins se souviennent de lui comme d'un homme grossier, brutal et porté sur la boisson. Si une requête en faveur de la famille lui parvient, il donne invariablement la même réponse : « Qu'ils aillent se faire voir ! ». Les gardes l'entendent souvent appeler le tsar « Nicolas le buveur de sang » et Alexandra « La chienne allemande ».
Pour les Romanov, la vie dans la maison Ipatiev est un cauchemar d'incertitude et de peur. La famille impériale ne sait jamais si elle sera encore ensemble d'un jour sur l'autre, où si elle sera séparée ou tuée. Les privilèges sont rares. Ils ont le droit à une heure par jour d'exercice dans le jardin sous la vigilance des gardes. Alexis ne peut toujours pas marcher, et c'est son marin Nagorny qui doit le porter. Alexandra rejoint rarement sa famille dans les activités extérieures. Elle passe la plupart de son temps dans une chaise roulante à lire la Bible ou les travaux de saint Séraphim. Le soir, la famille joue aux cartes ou lit. Ils reçoivent peu de courrier de l'extérieur, et les seuls journaux autorisés sont des éditions anciennes.
Le 4 juillet 1918, Iakov Iourovski, le chef de la Tchéka d'Iekaterinbourg, devient le nouveau commandant de la maison Ipatiev. Iourovski est un Bolchevik loyal, un homme sur qui Moscou peut compter pour exécuter ses ordres concernant la famille impériale. Iourovski va rapidement durcir les conditions de vie et la sécurité. Il confisque tous les bijoux et valeurs de la famille, mais il ne sait pas que la tsarine et les grandes-duchesses ont caché sur elles des pierres précieuses et des perles.

### Mort
Iakov Iourovski reçoit l'ordre d'exécuter la famille impériale le 13 juillet.
Le 16 juillet 1918 est une journée ordinaire pour la famille. À 16h, Nicolas et ses filles font leur promenade habituelle dans le jardin. En début de soirée Iourovski renvoie chez lui Leonid Sedinev, le garçon de cuisine âgé de 15 ans, en disant que son oncle souhaite le voir. À 19h, Iourovski convoque au sous-sol de la maison Ipatiev les membres de la Tchéka, leur ordonne de collecter toutes les armes des gardes et annonce : « Ce soir, on abat toute la famille ». Quant à Nicolas et Alexandra, ils passent la soirée à jouer à la bésigue et vont se coucher à 22h30.
La famille et plusieurs domestiques sont conduits au sous-sol de la maison en pleine nuit. Vers 2h15, un groupe de soldats pénètre dans la pièce. Iourovski ordonne à la famille de se lever et leur annonce : « Votre famille a essayé de vous sauver. Ils ont échoué et maintenant nous devons vous fusiller. ». Nicolas se lève et reçoit aussitôt plusieurs balles dans la poitrine. Alexandra est témoin de la mort de son mari et de deux domestiques avant d'être prise pour cible par Pyotr Ermakov. Elle commence à faire un signe de croix, mais Ermakov la tue d'un seul tir qui traverse son crâne. Après avoir abattu toute la famille, Ermakov, soul, poignarde les corps du couple impérial, brisant leurs cages thoraciques et plusieurs de leurs vertèbres.
Les corps de la famille impériale sont chargés dans un camion puis transférés dans une forêt proche de Ekaterinbourg. Ils sont jetés dans un puits de mine d'où ils sont retirés quelques jours plus tard pour être ensevelis sous un chemin forestier.
Dmitri Volkogonov et d'autres historiens pensent qu'il y a des preuves indirectes qui indiquent que Lénine a personnellement ordonné l'exécution de la famille impériale, bien que la version officielle fasse porter la responsabilité de la décision sur le Soviet de l'Oural. Léon Trotski, dans son journal, est clair sur l'implication de Lénine, il écrit :

« Ma visite suivante à Moscou a eu lieu après la chute d'Ekaterinbourg. Parlant à Sverdlov, je lui ai demandé, "Au fait, où est le tsar ?", "C'est fini" répondit-il. "Il a été abattu." "Et où est sa famille ?" "La famille aussi." "Tous ?" je lui ai demandé, avec une certaine surprise. "Tous," répliqua Sverdlov. "Qu'est-ce que ça peut faire ?" Il attendait ma réaction. Je ne lui répondis pas. "Et qui a pris la décision ?" Je lui ai demandé. "Ça s'est décidé ici. Ilitch [Lénine] pensait qu'on ne pouvait laisser aux Blancs un symbole auquel se rallier, spécialement dans ces circonstances difficiles." »

## Découverte des corps
En 1991, les restes de la famille impériale et de leurs suivants sont finalement retrouvés dans une fosse commune dans les bois en dehors d'Ekaterinbourg. Les archéologues ne parviennent cependant à rassembler que 9 corps sur les onze recherchés (le tsar Nicolas II, la tsarine Alexandra, le tsarévitch Alexis, les grandes-duchesses Olga, Tatiana, Maria et Anastasia, le médecin de la famille Evgueny Botkine, leur valet Alexeï Trupp, leur cuisinier Ivan Kharitonov et la femme de chambre d'Alexandra, Anna Demidova). Les analyses montrent en effet que les corps du tsarévitch Alexis et de la grande-duchesse Maria manquent.

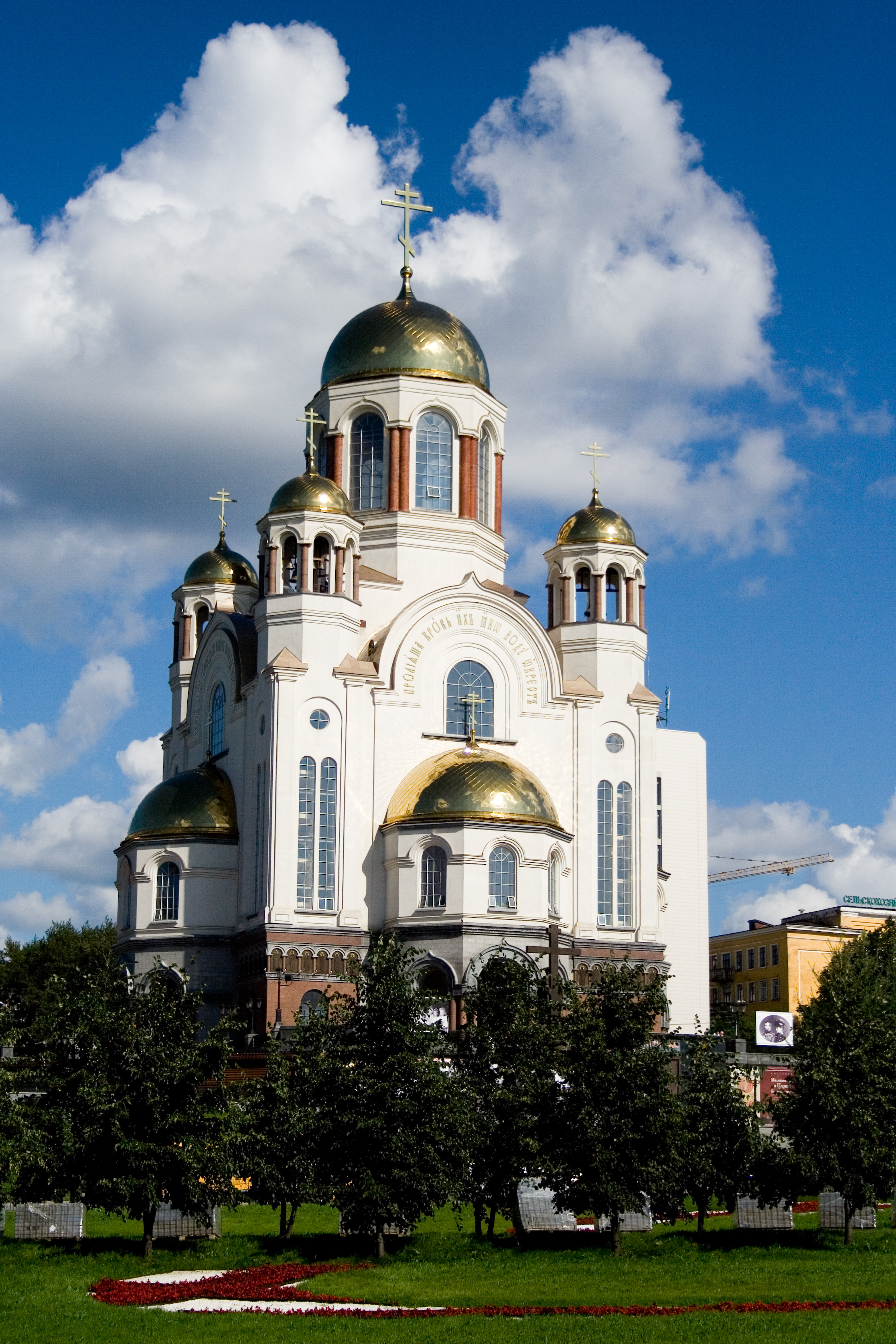
L'église de Tous-les-Saints, construite à l'emplacement de la Maison Ipatiev.

Le 16 juillet 1998, Alexandra, son mari, trois de ses filles et les quatre membres de sa suite sont inhumés dans la cathédrale Pierre-et-Paul de Saint-Pétersbourg, en présence des descendants de la famille Romanov, notamment du prince Nicolas Romanov, chef de la maison impériale de Russie. Le 14 août 2000, Alexandra et sa famille sont canonisées par l'Église orthodoxe de Russie, qui les considère comme martyrs, ce qui étonna grandement la princesse impériale Vera Constantinovna de Russie (1906-2001) dernière survivante de la Maison Romanov à avoir connu le tsar Nicolas II et sa famille.
En août 2007, deux autres corps sont retrouvés à Ekaterinbourg, près de là où furent retrouvés ceux de la tsarine et de sa famille. Le 30 avril 2008, Edouard Rossel, gouverneur de la région de Sverdlovsk, déclare :

« Le plus grand laboratoire génétique des États-Unis a confirmé leur identité, les corps retrouvés en août 2007, sont bien les corps des deux enfants d'Alexandra et du tsar Nicolas II, la grande-duchesse Maria  et le tsarévitch Alexis [...] Nous avons à présent retrouvé la famille au grand complet. »

En 2015, une nouvelle analyse confirme l'identité des restes retrouvés, sans pour autant mettre fin aux doutes de certains experts scientifiques ou historiens[réf. nécessaire].

## Controverses

### La légende d'un complot judéo-bolchévique
La présence d'un volume des Protocoles des Sages de Sion, dans la chambre de l'impératrice Alexandra, dans la Villa Ipatiev, à Ekaterinbourg permet à l'« antisémite fanatique », Piotr Chabelski-Bork, futur membre de l'Union du peuple russe qui se trouve à Ekaterinbourg, en septembre 1918, d'alimenter « la légende d'un "complot juif" contre la Sainte Russie, incarnée par la famille impériale »
Un juge d'instruction, nommé par l'Amiral Koltchak pour enquêter sur l'exécution en 1919, poursuit dans cette voie et saisit l'occasion de la présence de quelques Juifs parmi les exécuteurs de la famille du tsar pour désigner l'un d'eux comme le cerveau du crime. Il conclut ainsi que « celui qui joua le rôle principal dans le meurtre de la famille impériale fut Yakov Yourovski. Ce fut lui qui en conçut le plan et en assura l'exécution. ». Les Russes blancs reprennent ces accusations en affirmant que les Juifs constituaient 70 % du commando. Ils ajoutent que « les "Sages de Sion" sanguinaires, incarnés par Trotski, ont donné à leurs hommes de main, eux-mêmes juifs, l'ordre d'assassiner la plus emblématique des familles chrétiennes ».
Les historiens s'accordent aujourd'hui sur le fait que « les maitres bourreaux étaient des Russes "ethniquement purs" (Piotr Z. Ermakov, Alexandre Beloborodov, Fédor Syromolotov, Serguei Tchoutzkaev, Fédor Loukoyanov), et Yourovski n'était que l'un des comparses juifs des tueurs ». Pour le politologue Pierre-André Taguieff, l’exécution de la famille impériale de Russie en 1918 est une occasion pour les Russes blancs de dénoncer un mythique « complot judéo-bolchévique » basé sur la réactivation de « l'imaginaire du crime rituel juif ».

### Rumeurs de survie
Le sort de la famille impériale est longtemps resté sujet à controverses. Si le juge Nicolaï Sokolov, dépêché par l'amiral Koltchak et par le siège des grands Blancs à Omsk, conclut immédiatement au massacre collectif et à l'incinération des corps, divers historiens, s'appuyant sur l'absence de trace des corps et des témoignages d'habitants de Perm, contestèrent ses conclusions. Ainsi l'historienne Marina Grey, fille du général Dénikine, tenta de démontrer en 1987 la survie provisoire, limitée à la période de la guerre civile d'une partie de la famille impériale, dont l'impératrice. En 1990, Marc Ferro suit aussi la piste de Perm, mais penche lui pour la possible survie plus longue et de la fuite à l'étranger de trois des filles : Maria, Olga et Anastasia sous les traits d'Anna Anderson. Toutefois, Ferro souligne la rareté des informations relatives à Tatiana et à sa mère.
La théorie de la survie de tout ou partie de la famille impériale est encore ponctuellement défendue,.

## Titulature

Monogramme de l’impératrice Alexandra.

- 1872-1894 : Son Altesse Grand-Ducale la princesse Alix de Hesse-Darmstadt
- 1894-1917 : Sa Majesté Impériale l'impératrice de Russie

## Distinctions

### Distinctions nationales
- 28 mars 1888 : Dame de l'Ordre du Lion d'or (Hesse)
- 20 avril 1894 : Dame grand-croix de l'ordre de Sainte-Catherine
- 14 mai 1896 : Dame de l'ordre de Saint-André

### Distinctions étrangères
- 1887 : Titulaire de la médaille du jubilé d'or de Victoria (Royaume-Uni)
- 7 mars 1896 : Dame grand-cordon de l'ordre de la Couronne précieuse (Japon)[127]
- 9 avril 1896 : Dame de l'ordre royal de Sainte-Isabelle de Portugal (Portugal)[128]
- 23 avril 1896 : Dame de l'ordre de la Reine Marie-Louise (Espagne)[129]
- 5 septembre 1896 : Dame de l'ordre de Louise, première classe (Empire allemand)
- 1896 : Dame de l'ordre royal de Victoria et Albert, première classe (Royaume-Uni)[130]
- 1900 : Dame de l'ordre d'Aftab, première classe (Perse)
- 1er juillet 1902 : Dame grand-cordon de l'ordre de la Charité (Empire ottoman)[131]
- 1913 : Dame de l’ordre souverain de Malte (Malte)[132]

## Dans la culture

### Cinéma
- 1932 : dans Raspoutine et l'Impératrice, elle est interprétée par Ethel Barrymore
- 1966 : dans Raspoutine, le moine fou, elle est interprétée par Renée Asherson
- 1971 : dans Nicolas et Alexandra, elle est interprétée par Janet Suzman
- 1997 : dans le dessin-animé Anastasia, elle apparaît en flashback
- 2000 : dans Les Romanov : Une famille couronnée, elle est interprétée par Lynda Bellingham
- 2021 : dans The King's Man : Première Mission, elle est interprétée par Branka Katić

### Télévision
- 1974 : dans La Chute des aigles, elle est interprétée par Gayle Hunnicutt
- 1996 : dans le téléfilm Raspoutine, elle est interprétée par Greta Scacchi
- 2011 : dans Raspoutine de Josée Dayan, elle est interprétée par Fanny Ardant
- 2019 : dans le docu-fiction Les Derniers Tsars, elle est interprétée par Susanna Herbert
- 2020 : dans la série Legends of Tomorrow, elle est interprétée par Luisa Jojic

### Romans
- Paul Mourousy, Alexandra Feodorovna, la dernière tsarine, Édition du Rocher, 2001
- Franck Ferrand, L'Ombre des Romanov, Paris, Xo Éditions, 2010
- Olivier Moinard, L'ami du tsar, drame en 4 actes, éditions Stellamaris, 2019  (ISBN 978-2-36868-625-6)